# UCHUSENTAI:NOIZ
UCHUSENTAI:NOIZ（うちゅうせんたいノイズ）は、日本のヴィジュアル系バンド。現在はNeu:NOIZ(ニューノイズ)というバンド名として活動中。

## 概要
バンドコンセプトは『地球の平和を守る為、遥か遠い宇宙からやって来た5人の戦士達』。『音楽で世界が平和に出来ると、割と本気で思っています』と公言し、ライブを『パトロール』、ツアーを『平和維持活動』、ファンを『隊員』、バンドを『戦隊』、衣装を『バトルスーツ』、曲を『必殺技』、機材車を『宇宙船』と称するなど、戦隊ヒーローの要素を取り入れたバンドである。
ライブでは登場時の宇宙から地球に向けて出撃するイメージのパフォーマンスを『変身』と称し、BGMとナレーション（DJ浅井博章によるもの）が流れる中、メンバーそれぞれのイメージカラーに合わせた派手な衣装を身に纏いSEに合わせて一人一人がポーズを決めながら登場する。最初のMCは『地球の平和を守る為、遥か遠い宇宙からやって来た5人の戦士達！今夜○○○（会場名）に見参！』とボーカルのANGEL-TAKAの台詞からスタートするのが恒例となっており、退場時も再びBGMと共に全員でポーズを決める。年間130本を超えるライブを行っていたこともある。
曲はエレクトロニック・ロックを中心に、パンク・ロック、EDM、シューゲイザー、ハードコア、プログレッシ・ブロック、ファンク、ヒップホップなどの様々な要素を取り入れ、2009年にハードロック、ヘヴィメタルシーン出身の呼太郎とYAMATOが加入して以降さらにバラエティを広げた。
バンドのコンセプトについてリーダーのANGEL-TAKAは『子供の頃に夢見たことを考えたんです。一つはロックスターになることだった。でも、もう一つ夢はあった。それは、地球を守る戦隊ヒーローになることだったんです。じゃあ、その二つを合わせて、地球を守る戦隊のロック・ヒーローというのはどうかなと思って。僕らの音楽でファンの子たちが幸せになってくれるんだったら、地球の平和も守れるんじゃないかと。そんな安易な考えから、バンドがスタートしたんです。』と語り、ギターのMASATOは『まず、普通のバンドでやっていいのかという根本的なところから始まって。観客が笑いながら感動する、というところを目指したかったんです。「あはは（笑）! 格好いいね!」みたいな。宇宙戦隊というコンセプトになったのはそういう理由ですね。音楽面でもハイブリッドな世界レベルのものは目指しつつ、コミカルでいようということになって。』と語っている。
NHK教育テレビ『天才てれびくんMAX』『天才てれびくんYOU』、TBS系列のバラエティ番組『あらびき団』に出演したことがあり、ニッポン放送のラジオ番組『オールナイトニッポンR』のパーソナリティを務めたことがある。2011年から2023年までFMラジオ高松FM815より『UCHUSENTAI:NOIZの新しいRADIO』を毎週金曜23:00～23:30に放送していた。
地元香川県観音寺市の銭形まつりに度々ゲスト出演している。
2008年からレザーアイテムブランド『Red Monkey Designs』とのコラボウォッチ、2013年からシルバーアクセサリーブランド『Lunatic Nights』とのコラボアクセサリーを販売している。
シングル曲『センチメンタルドロップキック〜GALAXY SUMMER OH! MY JULIET〜』のPV、アルバム『CUBE』収録曲『WELCOME TO THE パラ☆ダイス』の音源ではゴー☆ジャスと共演した。
オフィシャルファンクラブの名前は『ミラクルロケット』、公式オンラインショップは『ジャパネットたかし』、公式ブログは『UCHUSENTAI:NOIZのやらないか？』。
コロナショック以降はYouTube公式チャンネルやツイキャスを通じて高頻度でライブなどの配信を行っていた。
2024年2月2日のライブをもってMASATOと呼太郎がバンドから卒業し、それに伴い無期限活動休止を発表した。
2024年3月14日、新メンバーにsebastian（BULL ZEICHEN 88）とDAISHI（天照）を迎えて『Neu:NOIZ』として再始動した。

## 海外での活動
アメリカのロサンゼルス、カナダのトロントとガティノーとカルガリー、フランスのパリ、フィリピンのマニラとダバオなどでライブを行ったことがある。アメリカノースカロライナ州ローリーで開催されているイベント『Animazement』にコロナショック以前は2009年より10年連続で毎年出演していた（2021年は配信ライブでの出演となった）。
2006年、アルバムのプロモーションで出演したラジオ番組で、フィリピンの貧しい子供たちは歯ブラシを買うお金がなく虫歯になってしまい、子供のうちから永久歯を抜かなければならないこともあると聞き、NOIZはその場でライブに歯ブラシを持ってきてほしいと告知した。そうすると次のライブから歯ブラシが集まり始め、結果的に12000本ほどになり、ANGEL-TAKAが単身フィリピンに行き、歯ブラシを直接ダバオの孤児院『ハウスオブジョイ』の子供たちや周辺の村の住民に届けた。当時の活動の模様はDVD『凄ろっくパラDICE 2006』シリーズに収録された。
2011年、ファンからの歯ブラシは増え続け40000本ほどになり（そのうち20000本ほどは当時の東日本大震災の被災者に救援物資として届けられる形となった）、今回はメンバー5人でフィリピンに訪れた。前回訪れた孤児院ハウスオブジョイにも再び訪れ、児童施設、保護施設、福祉施設、貧困地区になどに住む多くの人々へ歯ブラシを届けた。歯ブラシを届ける活動に加え、現地の子供たちとの触れ合いや村でのライブ、学校を訪問している模様は、DVD作品『宇宙戦隊NOIZの地球救出大作戦 in Philippines』に収められた。
その後は中国製の安価な歯ブラシがフィリピンで流通し始めたということもあり、次は子供たちを学校に行かせるため、Tシャツの売り上げを全額ハウスオブジョイに寄付するスマイルTシャツプロジェクト『学校へ行かせ隊！』、年間の興行収入のうち何割かを奨学金として子供たちの代わりに支払うプロジェクト『NOIZ奨学金』制度を立ち上げ、多くの子供たちが学校に行けるようになった。
平成25年台風第30号によってフィリピンが死者1万人規模の被害にあった時はチャリティーコンサートを行い、収益の約100万円を全額寄付した。
上記の活動以外にもコスプレイベントや人気TV番組への出演、人気曲のカバーがYouTubeで100万回再生を突破したことなどもあって、NOIZはフィリピンの若者に絶大な支持を得る日本のバンドとなった。
以上のことがあった後もフィリピンとハウスオブジョイには定期的に訪れ、ハウスオブジョイに利益を寄付するライブを行うなど支援を続けており、それらはコロナショック以降も行っている。

## メンバー
- ANGEL-TAKA（エンジェル タカ）:Angel Voice（ボーカル）9月11日生 AB型 リーダー
  - 前身バンドNOIZ時と活動初期の表記は『TAKASHI』。
  - 『太陽系第3惑星に生を受ける。幼少の頃から自分はコンタクティであることを認識。若くして命を落とすがシヴァの意志と共にナノマシンと融合。半有機物質として再び生を授かる。天使の声のアンプフィルターとして異星人と共に地球に降り立つ。』という設定。
  - 影響を受けたアーティストに氷室京介とセックス・ピストルズを挙げており[14]、以前は喫煙者だったが禁煙し現在は非喫煙者である（敬愛する氷室京介が禁煙したことがきっかけ）。
  - 元ヤンキーで少林寺拳法の使い手。卓球が上手い。
  - 中島あつおの『笑進笑明』という曲にコーラスで参加している。中島あつおとは古い友人であり、東日本大震災の際は歯ブラシを被災地に届けてもらう形となった。
  - 結成初期はサラリーマンをしながらバンド活動をしていた。工場勤めをしていた頃、『ネジ締め検定』というネジを同じ力でで締める試験で、全てのネジを均一に締め伝説になり表彰されたほどの器用さを持つ。[15]
  - MCでは、下ネタを連発することが多い。あまりに連発するため、見に来ていた叫の父親から怒られたことがある。
  - 足が鋼で出来ているために脛が強い（ただしステージ限定）。
  - MCでは、直前の内容をすぐ忘れる。[16]
  - MCやSNSなどでよくネタにするため本名が公然の秘密となっている。[17]
  - ニコニコ動画にナユタン星人の『惑星ループ』と『エイリアンエイリアン』の歌ってみたを投稿したことがある。[18]
  - 平成25年台風第30号の被害から復興が進まないまま国からの支援が止まってしまっていると聞き、単身タクロバンに赴き復興ボランティアに参加した。[19]
  - TACOS NAOMIのアルバム『WORKS』に収録のセルフカバー曲『Graduater 〜グラディエーター〜』にゲストボーカルとして参加した。
  - 曲中では通常の歌唱に加え、強靭なシャウトを披露する。
  - およそ半数ほどの曲の作詞を担当。
  - 香川県観音寺市出身。三豊市詫間町に住んでいた頃にS@TT-ONと知り合い、NOIZ結成のきっかけとなった。
- 叫（キョウ）:Super Vibrator（ベース）8月7日生 AB型
  - 前身バンドNOIZ時と活動初期の表記は『KYO』。
  - 『AB-NINE星の極秘特殊部隊の一員。過去の過ちを償うために正義の名の下に立ち上がる。』という設定。
  - 剣道初段で元走り屋、TAKEswiyとは同級生である。
  - MCが抜群に上手く、ベースでありながら積極的に喋り客席を盛り上げる。
  - 安全なパトロールを願って、時折「モッシュはこうであれ！」とモッシュ講座を開催、指導。
  - フィリピンでライブをした当初、名前を『Yosi』と間違えられていた。
  - 料理や釣りなど多彩な趣味を持ち、YouTube公式チャンネルでそれらを披露した。
  - ANGEL-TAKAと初めて会ったのはジーンズショップだった。
  - メインベースはdragonflyの5弦ベースであり、ライブではワイヤレスではなくシールドを使用。基本的にピック弾きで演奏するが、曲によっては指弾きと使い分ける。
  - 香川県観音寺市出身。
- YAMATO(ヤマト):Machinegun Beat Grappler（ドラム）3月28日生 A型
  - 『暗黒彗星から発生した魔物。成長の過程で正義の意志を持ち、地球の平和を守るために戦隊に加入した。四次元拳法が武器。』という設定。
  - 呼太郎と共に2009年4月1日に加入。
  - ex.Zipcy、時空海賊SEVEN SEAS
  - 穏やかな性格で、メンバーの中でも和ませ役である。
  - ドラムソロのコーナーでは様々なパフォーマンスでファンを楽しませている（ドラム演奏の他にコントやダンスをしたりドラムではなくバケツを叩いてパフォーマンスをした事もあった）。
  - 影響を受けた音楽にヘヴィメタル、好きなバンドにHelloweenやDream Theaterを挙げており、他パートも演奏し公式YouTubeチャンネルでDream Theaterの曲を全パート一人でカバーしたことがある。[20]
  - 子供の頃に母親とSEX MACHINEGUNSのライブを見に行っていた。
  - 加入以降高度なドラムの演奏技術でバンドサウンドを支えるに加え、『アンドロメダパレード』、『BOOM BOOM HONEY BLOSSOM』、『MASQUERADE』などのポップなナンバーの作曲を手掛け、『Ritardando』、『コロナ』、『フィーネ』などでは作曲に加え作詞も手掛けた。
  - BRIDEARの楽曲制作に参加し、『BRAVE NEW WORLD REVISITED』、『Side of a Bullet』の作曲・編曲を担当した。
  - Pearlのドラムセットを使用し、2020年にドラムヘッドメーカーのEVANS[21]、ドラムスティックメーカーのPROMARK[22]とモニター契約した。
  - Kyrie(ex.NoGoD)とリウ(メトロノーム)と結成したロック・プロジェクト『Enfamilia』においてドラムとボーカルを担当。
  - ソロ『最強』ではギターボーカルとしてステージに立ち、2024年3月から音楽配信を開始した。[23]
  - 長崎県長崎市出身。

### 元メンバー
- MASATO（マサト）:Hyper Sonic Guitar（ギター）1月10日生 AB型
  - 『地球人から作られたアンドロイド。自らの意志はない。主の命令に従うのみに執着する。』という設定。
  - 1999年1月に加入。2024年2月初旬をもって卒業。
  - 加入以降シーケンスサウンドを曲に取り入れNOIZの音楽性を確立し、大半の曲の作詞、作曲を担当。作詞した歌詞は『強さ』をテーマにしたものが多い。
  - サイドボーカルも兼任し、スクリーミングな低音からラップ、シャウト、デスボイスなど多彩な歌唱法を得意とし、デュエット曲である『Igni+ioN』、『一撃必殺PoPs』、『デッドマンズ・ロデオ・リボルバー』、『Beam bing "Bambino" GANG!!』などはステージのセンターでANGEL-TAKAとのツインボーカルの編成で演奏する。
  - ライブではギターに加えて電子楽器の生演奏も披露する。
  - 自身が作曲していない曲もシーケンスサウンドの音色のアレンジに関わっている場合がある。[24]
  - メンバーからは『マー坊』と呼ばれている。
  - ポジションは下手。
  - 影響を受けた音楽ジャンルにクラシック音楽、パンクロック、ヒップホップ、ゲームミュージック等を挙げている。クラシック音楽が日常的に流れる家庭で育ち、初めて触った楽器はミュージックシーケンサーであると語っている。
  - バイセクシャルであることを公表している。[25]
  - Seek（Psycho le Cemu、Mix Speaker's,Inc.）とは幼馴染みであり、家族ぐるみでの付き合いがある。
  - メンバー中、唯一の的確なツッコミ役である。
  - STARMARIEの楽曲制作に参加し、『生まれ変わったがちょっとズレた』を楽曲提供した。
  - G&LやESPなどのギターをメインに使用している(G&Lとはモニター契約している)。
  - 2024年3月に音楽プロジェクト『The Poraliscope』を始動。[26]
  - 生まれは兵庫県姫路市だが、現在実家は沖縄県にある。
- 呼太郎（コタロウ）:Neo Eccentric Guitar（ギター）10月8日生 A型
  - 『ローゼンプラネット出身のナイト。スペースポリスの資格を持ち、宇宙怪物を追う途中に戦隊と合流。アウトレンジ攻撃が得意。』という設定。
  - 2009年4月1日に加入。2024年2月初旬をもって卒業。
  - 加入前は『片田悟司』の名前でソロ活動しており、非常に高度な演奏技術を有し18歳でYOUNG GUITAR主催のギターオーディション『GITマスターズ2005』に入賞。19歳でMI JAPAN、ESPのバックアップの下でソロアルバム『BLUE STREAK』を制作し、小野正利、久保田陽子（ex.SABER TIGER）、NOV（AION）、佐々井康雄（ARK STORM）、土屋陽輔（アトミック・トルネード）、ジョージ・リンチなどが参加した。以降はギター講師もしていた。
  - おとなしい性格で、いじられない限りあまり口を開かない。
  - 影響を受けたバンドにX JAPAN、Helloweenを挙げており、プレイスタイルに影響を受けたギタリストにリッチー・コッツェンを挙げている。[27]上京した頃はGALNERYUSに憧れていたと語っている。[28]
  - 加入以降『-SHINE-』、『Jewel』、『メシア』（MASATOとの共作）、『ROMANTIC☆AMADEUS』、『エイリアンパラダイム』などのスピード感のあるナンバーの作曲を手掛け、『パラレルマインド』、『One Order』、『indigo blue』、『re:member』などでは作曲に加え作詞も手掛けた。
  - メインギターはESPのカスタムモデル。[29]
  - 2020年にソロプロジェクト『5次元BOY。』を始動し、ギターに加え歌、作詞作曲、アレンジ、ミックス、マスタリング、映像編集、アニメーションを手掛けYoutubeにPVをアップした。[30]
  - 新潟県新潟市出身。
- TAKEswiy（タケスィー）:Clockwork Guitar（ギター）7月5日生 AB型
  - 前身バンドNOIZ時と活動初期の表記は『TAKESHI』。
  - 『凶悪犯によって破壊されたANCHANG星の王子で、元アイドル・現スター』という設定。
  - ポジションは上手。
  - 2009年3月22日の渋谷C.C.Lemonホールでのライブをもって脱退。
  - 脱退後は-ZEROdb（ゼロデシベル）に在籍していたが、2012年に引退。

- S@TT-ON（サットン）:Mix Beat Creator（ドラム）12月18日生 AB型
  - 前身バンドNOIZ時と活動初期の表記は『SATOSHI』。
  - 『凶悪犯によって破壊されたANCHANG星の王子で、TAKEswiyの兄』という設定。
  - TAKEswiyと共に2009年3月22日のライブをもって脱退。
  - 脱退後は-ZEROdb（ゼロデシベル）に在籍していた。解散後は愛＄ラブチャンネル、第14帝國、Cemetery Cemeteryで活動中。

- TAKAYA（タカヤ）:ギター
  - 結成初期のメンバー。

- MANAV（マナブ）:ベース
  - 結成初期のメンバー。

## バイオグラフィ
- 活動開始前
  - 香川県立三豊工業高等学校に通っていたANGEL-TAKAとS@TT-ONが前身のパンク・ロックバンド『NOIZ』を結成する。
- 1999年
  - 1月、当時バンドのローディーをしていたMASATOがメンバーとして加入。ANGEL-TAKA、MASATO、叫、TAKEswiy、S@TT-ONの5人編成となる。
  - 3月、ミニアルバム『Imitation PoPs』をリリース。
- 2000年
  - バンドのコンセプトを宇宙戦隊とし、活動開始。

- 2001年
  - 名義をImitation PoPs NOIZに変更。
  - 12月、池袋CYBERにて初のワンマンライブを決行。

- 2003年
  - 年間130本を越えるライブを開催する。
  - 8月、1枚目のアルバム『宇宙戦隊サイボーグロックショウ完全盤』をリリース。これよりリリースの名義などを正式にImitation PoPs 宇宙戦隊NOIZへ変更。
- 2004年
  - 9月、2枚目のアルバム『ゼロの系譜』をリリース。
  - 10月、全国ツアー『JAPAN TOY'S PANIC TOUR OPEN THE GATE 2004』を開始。
  - 12月、イベント『宇宙戦隊 コスプレ DE ナイト Vol.1』を行う。
- 2005年
  - 5月、初のワンマンツアー『TOY’S PANIC TOUR 2005 強行突破!!!』を開始。
  - 8月、愛・地球博内で行なわれた『世界コスプレサミット2005』に日本代表の審査員として出場。
  - 11月、3枚目のアルバム『EGO-style』をリリース。
- 2006年
  - 2月、フランスのパリで初の海外ライブを行った。
  - 7月、ラジオのレギュラー番組Neo I.D. のパーソナリティを始める。同月、全国ツアー『JAPAN TOY’S PANIC TOUR 2006 BIG WAVE!!』を開始。
  - 10月、アメリカのロサンゼルスでライブを行った。同月、全国ツアー『JAPAN TOY’S PANIC TOUR 2006 KING OF ONE MAN SHOW 宇宙温暖化現象』を開始。
- 2007年
  - 1月、名義を宇宙戦隊NOIZに変更。
  - 2月、オフィシャルファンクラブ 『ミラクルロケット』発足。
  - 3月、全国ツアー『JAPAN TOY’S PANIC TOUR 2007 一期一会』を開始。
  - 9月、4枚目のアルバム『TERRA』をリリース。
  - 10月、全国ツアー『JAPAN TOY’S PANIC TOUR 2007 KING OF ONE MAN SHOW ～OH！ TERRA～』を開始。
- 2008年
  - 10月、5枚目のアルバム『CUBE』をリリース。
  - 11月、全国ツアー『JAPAN TOY’S PANIC 2008 KING OF ONE MAN SHOW “CUBE”』を開始。
- 2009年
  - 3月、ベストアルバム『GREAT ROCK'N' ROLL HEROES』でユニバーサルミュージック内のレーベルDelicious Deli Records(現Virgin Music)からメジャーデビュー。C.C.LemonホールでのワンマンライブをもってS@TT-ONとTAKESwiyが脱退。
  - 4月、YAMATOと呼太郎が加入。ANGEL-TAKA、MASATO、叫、呼太郎、YAMATOの5人編成となる。
  - 5月、アメリカのローリーにてイベント『Animazement』に初出演し、以降10年間連続で出演した。
- 2010年
  - 1月、アメリカのロサンゼルスでライブを行った。
  - 4月、全国ツアー『JAPAN TOY’S PANIC KING OF ONEMAN SHOW 2010 爆裂獣性TOUR  ~EMEGENCY HORNY~』を開始。
  - 11月、6枚目のアルバム『GENOM EMOTION』をリリース。公式サイトにて全曲無料配信を行う。
  - 12月、全国ツアー『JAPAN TOY’S PANIC TOUR KING OF ONEMAN & EVENT SHOW 2010 “ GENOM EMOTION ”』を開始。
- 2011年
  - 6月、7枚目のアルバム『I.M.P』をリリース。
  - 9月、39日間連続ライブを行う『MUSIC MONSTER 39 JAPAN TOY’S PANIC KING OF ONEMAN&EVENT SHOW 2011 “I.M.P” FINAL ATTACK』を開始。FMラジオ『みくせんpresents！宇宙戦隊NOIZの新しいRADIO☆』が毎週金曜日23:00-23:30FM高松にて放送開始。同月、フィリピンのダバオにてライブを行った。
- 2012年
  - 5月、ミニアルバム『HIGH FIVE』をリリース。同月、全国ツアー『JAPAN TOY’S PANIC TOUR KING OF ONEMAN SHOW2012 HIGH☆FIVE』を開始。
  - 9月、8枚目のアルバム『METEORS』をリリース。これ以降、海外でライブする機会が増え現地で漢字表記のフォントが作れないとの声からバンド表記をアルファベットのUCHUSENTAI:NOIZとした。[31]同月、フィリピンのマニラにてライブを行った。
  - 10月、全国ツアー『JAPAN TOY’S PANIC TOUR KING OF ONEMAN SHOW 2012 METEORS』を開始。
- 2013年
  - 1月、カナダのガティノーでライブを行った。
  - 2月、フィリピンのマニラにてライブを行った。
  - 4月、ESAKA MUSEにて7日間連続ライブ『MUSIC MONSTER777 MAJESTIC CIRCUS OSAKA7』を開催。
  - 7月、新宿LOFTにて7日間連続ライブ『MUSIC MONSTER777 MAJESTIC CIRCUS TOKYO7』を開催。
  - 7月から『PRECOG』、『パラレルマインド』、『コロナ』、『One Order』、『ライカ』の5ヵ月連続シングルをリリース。
  - 8月、フィリピンのマニラにてライブを行った。
  - 10月より47都道府県を回るツアー『JAPAN TOY’S PANIC TOUR KING OF ONEMAN SHOW RIDE MY ROCKET』を開始。

- 2014年
  - 5月、フィリピンのマニラにてライブを行った。

- 2015年
  - 1月、全国ツアー『UCHUSENTAI:NOIZ ONEMAN ＆ EVENT TOUR 2015～ROMANTIC☆AMADEUS～』を開始。
  - 5月、カナダのカルガリーとトロントにてライブを行った。
  - 7月、ESAKA MUSEにて１ヵ月連続ライブ『RAVE UP BIG BOMBER CAMP 2015』を開催。
  - 9月、フィリピンのマニラにてライブを行った。

- 2016年
  - 4月、NOIZ時代から宇宙戦隊NOIZ時代までの楽曲をモッシュ、ダイブOKで行うNOIZ名義のライブとUCHUSENTAI:NOIZ名義で行う通常のライブを行う2DAYSずつ全国を回るツアー『UCHUSENTAI:NOIZ & NOIZ ONEMAN TOUR 2016 《Dual Face》』を開催。
  - 8月、9枚目のアルバム『Sixxx Sense』をリリース。
  - 9月、福岡DRUM SONにて7日間連続ライブ『RAVE UP BIG BOMBER CAMP2016 ~FUKUOKA7』を開催。
  - 10月、渋谷REXにて7日間連続ライブ『RAVE UP BIG BOMBER CAMP2016 ~TOKYO7』を開催。同月、大阪RUIDOにて7日間連続ライブ『RAVE UP BIG BOMBER CAMP2016 ~OSAKA7』を開催。
  - 11月、名古屋ell.FITS ALLにて7日間連続ライブ『RAVE UP BIG BOMBER CAMP2016 ~NAGOYA7』を開催。
  - 12月、初めてCLUB CITTA` でワンマンライブを行った。

- 2017年
  - 9月、全国ツアー『UCHUSENTAI:NOIZ ONEMAN TOUR 2017 〜コールアウト〜』を開始。
  - 12月24、25日の2日間に渡って全曲ライブ『CASE OF UCHUSENTAI:NOIZ』をESAKA MUSEにて行い、全123曲を演奏した。
- 2018年
  - 1月、全国ツアー『UCHUSENTAI:NOIZ ONEMAN TOUR 2018 ☆G@SP☆』を開始。
  - 6月、全国ツアー『UCHUSENTAI:NOIZ ONEMAN TOUR 2018 〜LAST BATTLE SUIT ☆G@SP☆〜』を開始。
  - 9月、全国ツアー『 UCHUSENTAI:NOIZ NEW BATTLE SUIT ONEMAN TOUR ～GANG or HERO～』を開始。
- 2019年
  - 1月、柏PALOOZAにて6日間連続ライブ『PALOOZA 10th.Anniversary UCHUSENTAI:NOIZ presents 宇宙FES 6DAYS』を開催。
  - 平成最後の日の4月30日、わずか1日で大阪、名古屋、横浜でワンマンライブを行う『平成 LAST GIG3』を行った。
  - 8月、フィリピンのマニラにてライブを行った。
  - 9月、フィリピンのマニラにてライブを行った。同月、全国ツアー『UCHUSENTAI:NOIZ ONEMAN TOUR 2019 ☆PIRATES OF ALIEN☆ ～LAST BATTLE SUIT～』を開始。
  - 12月、全国ツアー『UCHUSENTAI:NOIZ NEW BATTLE SUIT 3Tours -LASER RUSH-』を開始。
- 2020年
  - 活動20周年を迎えた。
  - 1月、柏PALOOZAにて28日間連続ライブ『20th Anniversary ☆SPACE PALOOZA CAMP☆』を開催。
  - 3月の国内でのコロナウイルス感染症の流行以降はその影響でツイキャスやYoutubeを通して配信ライブでの活動が中心となった。日本全国のライブハウスの経営が厳しいものとなっていく中、各地方のライブハウスに行きそこで無観客配信ライブを行い利益を還元していた。
- 2021年
  - 昨年に引き続き配信ライブでの活動が中心となった。
- 2022年
  - 9月、2020年に延期となった活動20周年記念全国ツアー『UCHUSENTAINOIZ 20th Anniversary TOUR 2022 ☆GALAXY CROWN☆ -NEW REWIND-』を開始。

- 2023年
  - 4月、2度目の活動20周年記念全国ツアー『UCHUSENTAI:NOIZ 20th Anniversary FINAL TOUR 2023 ☆GALAXY CROWN☆ →RE:BOOT↑』を開始。
  - 9月、フィリピンのマニラにてライブを行った。
  - 11月、MASATOと呼太郎が2024年2月初旬をもって卒業する事、それに従いバンドを無期限活動休止にすることを発表。
- 2024年
  - 1月、5日間連続ライブ『PALOOZA & UCHUSENTAI NOIZ presents 宇宙フェス5DAYS. 〜PALOOZA 15th, Anniversary〜』を開始。全国ツアー『UCHUSENTAI:NOIZ 2024 LAST TOUR -BORN TO BE SPACE HEROES-』を開始。
  - 2月、2/2の赤羽ReNY alphaでのライブをもってMASATOと呼太郎が卒業。バンドは無期限活動休止となった。

## ディスコグラフィ

### NOIZ(前身バンド)

#### ミニアルバム
|    | タイトル       | 発売日        | 収録曲              | 作詞    | 作曲    | レーベル       | 販売形態 | 品番      | 備考       |
| -- | -------------- | ------------- | ------------------- | ------- | ------- | -------------- | -------- | --------- | ---------- |
| 01 | Imitation PoPs | 1999年3月21日 | 01.マネキン         | TAKASHI | NOIZ    | VORTEX RECORDS |          | MZCA-1001 | ・現在廃盤 |
| 01 | Imitation PoPs | 1999年3月21日 | 02.Through The Wind | TAKASHI | TAKESHI | VORTEX RECORDS |          | MZCA-1001 | ・現在廃盤 |
| 01 | Imitation PoPs | 1999年3月21日 | 03.FINE DAY         | TAKASHI | SATOSHI | VORTEX RECORDS |          | MZCA-1001 | ・現在廃盤 |
| 01 | Imitation PoPs | 1999年3月21日 | 04.Sha-La-La        | TAKASHI | TAKESHI | VORTEX RECORDS |          | MZCA-1001 | ・現在廃盤 |
| 01 | Imitation PoPs | 1999年3月21日 | 05.CROSS            | TAKASHI | TAKESHI | VORTEX RECORDS |          | MZCA-1001 | ・現在廃盤 |

### NOIZ

#### シングル
|    | タイトル        | 発売日        | 収録曲             | 作詞    | 作曲             | レーベル      | 販売形態 | 品番        | 備考 |
| -- | --------------- | ------------- | ------------------ | ------- | ---------------- | ------------- | -------- | ----------- | ---- |
| 01 | コマンドNO.0069 | 2000年8月19日 | 01.コマンドNo.0069 | TAKASHI | TAKESHI          | MZING RECORDS |          | SZCM-000001 |      |
| 01 | コマンドNO.0069 | 2000年8月19日 | 02.R.A.M. FISH     | TAKASHI | MASATO           | MZING RECORDS |          | SZCM-000001 |      |
| 01 | コマンドNO.0069 | 2000年8月19日 | 03.Modern Angel    | TAKASHI | TAKESHI・TAKASHI | MZING RECORDS |          | SZCM-000001 |      |

#### 配布音源
1. 宇宙船隊NOIZ（2001年3月16日） 配布CD-R

#### その他
- Second Culture Battle Compilation Vol.2（2000年7月10日）『T=S?L?[True=Save? or Load?]』と『Sha-La-La』が収録。

### Imitation PoPs NOIZ

#### シングル
|    | タイトル       | 発売日     | 収録曲                                  | 作詞    | 作曲   | レーベル | 販売形態 | 品番 | 備考 |
| -- | -------------- | ---------- | --------------------------------------- | ------- | ------ | -------- | -------- | ---- | ---- |
| 01 | (A+B)No.O-QT?  | 2002年12月 | 01.BELIEVE                              | TAKASHI | MASATO | 自主制作 |          |      |      |
| 01 | (A+B)No.O-QT?  | 2002年12月 | 02.(A+B)No.0-QT?                        | MASATO  | MASATO | 自主制作 |          |      |      |
| 01 | (A+B)No.O-QT?  | 2002年12月 | 03.BELIEVE (オリジナルカラオケ)         |         |        | 自主制作 |          |      |      |
| 01 | (A+B)No.O-QT?  | 2002年12月 | 04.(A+B)No.0-QT? (オリジナルカラオケ)   |         |        | 自主制作 |          |      |      |
| 02 | e↑o            | 2003年1月  | 01.CIVERE CRIME                         | TAKASHI | MASATO | 自主制作 |          |      |      |
| 02 | e↑o            | 2003年1月  | 02.e↑o (EJECT OUT)                      | MASATO  | MASATO | 自主制作 |          |      |      |
| 02 | e↑o            | 2003年1月  | 03.CIVERE CRIME (オリジナルカラオケ)    |         |        | 自主制作 |          |      |      |
| 02 | e↑o            | 2003年1月  | 04.e↑o (EJECT OUT) (オリジナルカラオケ) |         |        | 自主制作 |          |      |      |
| 03 | イグニッション | 2003年2月  | 01.七色Remind                           | TAKASHI | MASATO | 自主制作 |          |      |      |
| 03 | イグニッション | 2003年2月  | 02.イグニッション                       | MASATO  | MASATO | 自主制作 |          |      |      |
| 03 | イグニッション | 2003年2月  | 03.七色Remind (オリジナルカラオケ)      |         |        | 自主制作 |          |      |      |
| 03 | イグニッション | 2003年2月  | 04.イグニッション (オリジナルカラオケ)  |         |        | 自主制作 |          |      |      |

#### 配布音源
1. TYPE-N（2001年12月15日） 配布CD-R
2. マネキン/Type N（2002年8月21日） 配布CD-R
3. CROSS（2002年8月23日） 配布CD-R
4. Imitation/イグニッション（2002年8月28日） 配布CD-R
5. Room（2002年9月18日） 配布CD-R
6. 0 -レイ-（2002年12月26日） 配布CD-R
7. ラストバレイダンス（2002年12月27日） 配布CD-R

#### その他
- EGOISM（2003年7月7日）『e↑o(EJECT OUT)』が収録。

### Imitation PoPs 宇宙戦隊NOIZ

#### シングル
|    | タイトル                                | 発売日        | 収録曲                                       | 作詞               | 作曲       | レーベル      | 販売形態   | 品番      | 備考                             |
| -- | --------------------------------------- | ------------- | -------------------------------------------- | ------------------ | ---------- | ------------- | ---------- | --------- | -------------------------------- |
| 01 | 宇宙戦隊プラズマ☆アミューズメント       | 2004年4月7日  | 01.Ouranos                                   | Angel-TAKA         | MASATO     | ALLEX RECORDS |            | ALCM-0002 | ・初回生産1000枚デジパック仕様   |
| 01 | 宇宙戦隊プラズマ☆アミューズメント       | 2004年4月7日  | 02.EDIT                                      |                    | MASATO     | ALLEX RECORDS |            | ALCM-0002 | ・初回生産1000枚デジパック仕様   |
| 01 | 宇宙戦隊プラズマ☆アミューズメント       | 2004年4月7日  | 03.ADVANCE                                   | MASATO             | MASATO     | ALLEX RECORDS |            | ALCM-0002 | ・初回生産1000枚デジパック仕様   |
| 01 | 宇宙戦隊プラズマ☆アミューズメント       | 2004年4月7日  | 04.PRAY                                      | MASATO             | MASATO     | ALLEX RECORDS |            | ALCM-0002 | ・初回生産1000枚デジパック仕様   |
| 02 | クロモソーム・シックス 〜第六染色体〜   | 2004年6月9日  | 01.CHROMOSOME SIX                            | MASATO             | MASATO     | ALLEX RECORDS |            | ALCM-0003 | ・初回生産1000枚デジパック仕様   |
| 02 | クロモソーム・シックス 〜第六染色体〜   | 2004年6月9日  | 02.B-WING                                    | Angel-TAKA         | MASATO     | ALLEX RECORDS |            | ALCM-0003 | ・初回生産1000枚デジパック仕様   |
| 02 | クロモソーム・シックス 〜第六染色体〜   | 2004年6月9日  | 03.401                                       |                    | MASATO     | ALLEX RECORDS |            | ALCM-0003 | ・初回生産1000枚デジパック仕様   |
| 02 | クロモソーム・シックス 〜第六染色体〜   | 2004年6月9日  | 04.@LIVE                                     | MASATO             | MASATO     | ALLEX RECORDS |            | ALCM-0003 | ・初回生産1000枚デジパック仕様   |
| 03 | バトルカプセルから愛を込めて            | 2004年8月14日 | 01.バトルカプセルから愛を込めて              | MASATO             | MASATO     | ALLEX RECORDS |            | ALCM-0004 | ・初回生産1000枚デジパック仕様   |
| 03 | バトルカプセルから愛を込めて            | 2004年8月14日 | 02.SPACE PIRATES (ch77.7) #2                 | Angel TAKA         | MASATO     | ALLEX RECORDS |            | ALCM-0004 | ・初回生産1000枚デジパック仕様   |
| 03 | バトルカプセルから愛を込めて            | 2004年8月14日 | 03.PL@TONIC L@VE                             | 叫                 | Koyo Ikeda | ALLEX RECORDS |            | ALCM-0004 | ・初回生産1000枚デジパック仕様   |
| 03 | バトルカプセルから愛を込めて            | 2004年8月14日 | 04.fool                                      | Kou “Tiger” Sekine | Koyo Ikeda | ALLEX RECORDS |            | ALCM-0004 | ・初回生産1000枚デジパック仕様   |
| 04 | ミラクル★ロケットG5 (MIRACLE☆ROCKET G5) | 2005年5月18日 | 01.ミラクル★ロケットG5 (1.MIRACLE☆ROCKET G5) | Angel-TAKA         | MASATO     | BBMC          | 会場限定盤 | BBMC-3001 | ・会場限定盤はアルファベット表記 |
| 04 | ミラクル★ロケットG5 (MIRACLE☆ROCKET G5) | 2005年5月18日 | 02.少年人魚                                  | MASATO             | MASATO     | BBMC          | 通常版     | BBMC-3001 | ・会場限定盤はアルファベット表記 |
| 05 | フロム スカイウォーカー                 | 2005年9月28日 | 01.フロムスカイウォーカー                    | Angel-TAKA/MASATO  | MASATO     | BBMC          |            | BBMC-3003 |                                  |
| 05 | フロム スカイウォーカー                 | 2005年9月28日 | 02.le vin                                    | kou sekine         | koyo       | BBMC          |            | BBMC-3003 |                                  |
| 05 | フロム スカイウォーカー                 | 2005年9月28日 | 03.マッスルドッグ 試作型 “001”               | Angel-TAKA         | MASATO     | BBMC          |            | BBMC-3003 |                                  |
| 05 | フロム スカイウォーカー                 | 2005年9月28日 | 04.HERO                                      | Angel-TAKA         | MASATO     | BBMC          |            | BBMC-3003 |                                  |
| 06 | Igni+ioN                                | 2006年9月1日  | 01.Igni+ioN                                  | MASATO             | MASATO     | CROSS RECORDS |            | CMCD-0001 | ・13枚連続リリース第1弾          |
| 06 | Igni+ioN                                | 2006年9月1日  | 02.微熱惑星                                  |                    |            | CROSS RECORDS |            | CMCD-0001 | ・13枚連続リリース第1弾          |
| 07 | ADVANCE                                 | 2006年9月2日  | 01.ADVANCE                                   | MASATO             | MASATO     | CROSS RECORDS |            | CMCD-0002 | ・13枚連続リリース第2弾          |
| 07 | ADVANCE                                 | 2006年9月2日  | 02.Ko-Kite                                   |                    |            | CROSS RECORDS |            | CMCD-0002 | ・13枚連続リリース第2弾          |
| 08 | ハードロマンチッカーズ                  | 2006年9月3日  | 01.ハードロマンチッカーズ                    | ANGEL-TAKA         | MASATO     | CROSS RECORDS |            | CMCD-0003 | ・13枚連続リリース第3弾          |
| 08 | ハードロマンチッカーズ                  | 2006年9月3日  | 02.SIGN SHOCK                                |                    |            | CROSS RECORDS |            | CMCD-0003 | ・13枚連続リリース第3弾          |
| 09 | Thank you for the MUSIC                 | 2006年9月8日  | 01.Thank You For The Music                   | MASATO             | MASATO     | CROSS RECORDS |            | CMCD-0004 | ・13枚連続リリース第4弾          |
| 09 | Thank you for the MUSIC                 | 2006年9月8日  | 02.悲しくてTransformation                    |                    |            | CROSS RECORDS |            | CMCD-0004 | ・13枚連続リリース第4弾          |
| 10 | メリーゴーランド                        | 2006年9月9日  | 01.メリーゴーランド                          | ANGEL-TAKA/MASATO  | MASATO     | CROSS RECORDS |            | CMCD-0005 | ・13枚連続リリース第5弾          |
| 10 | メリーゴーランド                        | 2006年9月9日  | 02.常夏のCOUNT                               |                    |            | CROSS RECORDS |            | CMCD-0005 | ・13枚連続リリース第5弾          |
| 11 | B.B.B. (Beauty Beast Burst)             | 2006年9月15日 | 01.B.B.B. (Beauty Beast Burst)               | MASATO             | MASATO     | CROSS RECORDS |            | CMCD-0006 | ・13枚連続リリース第6弾          |
| 11 | B.B.B. (Beauty Beast Burst)             | 2006年9月15日 | 02.どうしてCALL ME                           |                    |            | CROSS RECORDS |            | CMCD-0006 | ・13枚連続リリース第6弾          |
| 12 | ピープル・ノート                        | 2006年9月16日 | 01.ピープル・ノート                          | MASATO             | MASATO     | CROSS RECORDS |            | CMCD-0007 | ・13枚連続リリース第7弾          |
| 12 | ピープル・ノート                        | 2006年9月16日 | 02.君の瞳にDOKI                              |                    |            | CROSS RECORDS |            | CMCD-0007 | ・13枚連続リリース第7弾          |
| 13 | CHROMOSOME SIX                          | 2006年9月17日 | 01.CHROMOSOME SIX                            | MASATO             | MASATO     | CROSS RECORDS |            | CMCD-0008 | ・13枚連続リリース第8弾          |
| 13 | CHROMOSOME SIX                          | 2006年9月17日 | 02.明日のアスリート                          |                    |            | CROSS RECORDS |            | CMCD-0008 | ・13枚連続リリース第8弾          |
| 14 | FROM SKYWALKER                          | 2006年9月22日 | 01.FROM SKYWALKER                            | ANGEL-TAKA/MASATO  | MASATO     | CROSS RECORDS |            | CMCD-0009 | ・13枚連続リリース第9弾          |
| 14 | FROM SKYWALKER                          | 2006年9月22日 | 02.再会RADIO                                 |                    |            | CROSS RECORDS |            | CMCD-0009 | ・13枚連続リリース第9弾          |
| 15 | BOY                                     | 2006年9月23日 | 01.BOY                                       | MASATO             | MASATO     | CROSS RECORDS |            | CMCD-0010 | ・13枚連続リリース第10弾         |
| 15 | BOY                                     | 2006年9月23日 | 02.宇宙からのメッセージ                      |                    |            | CROSS RECORDS |            | CMCD-0010 | ・13枚連続リリース第10弾         |
| 16 | R.A.M.FISH                              | 2006年9月29日 | 01.R.A.M.FISH                                | ANGEL-TAKA         | MASATO     | CROSS RECORDS |            | CMCD-0011 | ・13枚連続リリース第11弾         |
| 16 | R.A.M.FISH                              | 2006年9月29日 | 02.アナタにPUSH                              |                    |            | CROSS RECORDS |            | CMCD-0011 | ・13枚連続リリース第11弾         |
| 17 | MIRACLE☆ROCKET G5                       | 2006年9月30日 | 01.MIRACLE☆ROCKET G5                         | ANGEL-TAKA         | MASATO     | CROSS RECORDS |            | CMCD-0012 | ・13枚連続リリース第12弾         |
| 17 | MIRACLE☆ROCKET G5                       | 2006年9月30日 | 02.YO-SO-ROW                                 |                    |            | CROSS RECORDS |            | CMCD-0012 | ・13枚連続リリース第12弾         |
| 18 | ORANGE GRADATION                        | 2006年10月1日 | 01.ORANGE GRADATION                          | ANGEL-TAKA         | MASATO     | CROSS RECORDS |            | CMCD-0013 | ・13枚連続リリース第13弾         |
| 18 | ORANGE GRADATION                        | 2006年10月1日 | 02.MONEY                                     |                    |            | CROSS RECORDS |            | CMCD-0013 | ・13枚連続リリース第13弾         |

#### アルバム
|    | タイトル                     | 発売日         | 収録曲                                                | 作詞               | 作曲       | レーベル      | 販売形態         | 品番      | 備考                              |
| -- | ---------------------------- | -------------- | ----------------------------------------------------- | ------------------ | ---------- | ------------- | ---------------- | --------- | --------------------------------- |
| 01 | サイボーグロックショウ完全盤 | 2003年8月20日  | 01.Welcome SP@CE disKO                                |                    | MASATO     | ALLEX RECORDS |                  | XUCA-2001 | ・2006年1月11日別ジャケットで再販 |
| 01 | サイボーグロックショウ完全盤 | 2003年8月20日  | 02.Igni+ion                                           | MASATO             | MASATO     | ALLEX RECORDS |                  | XUCA-2001 | ・2006年1月11日別ジャケットで再販 |
| 01 | サイボーグロックショウ完全盤 | 2003年8月20日  | 03.We are space warriors                              |                    | MASATO     | ALLEX RECORDS |                  | XUCA-2001 | ・2006年1月11日別ジャケットで再販 |
| 01 | サイボーグロックショウ完全盤 | 2003年8月20日  | 04.Typ;N                                              | MASATO             | MASATO     | ALLEX RECORDS |                  | XUCA-2001 | ・2006年1月11日別ジャケットで再販 |
| 01 | サイボーグロックショウ完全盤 | 2003年8月20日  | 05.(A+B)No.0-QT?                                      | MASATO             | MASATO     | ALLEX RECORDS |                  | XUCA-2001 | ・2006年1月11日別ジャケットで再販 |
| 01 | サイボーグロックショウ完全盤 | 2003年8月20日  | 06.A'I                                                | Angel-TAKA         | MASATO     | ALLEX RECORDS |                  | XUCA-2001 | ・2006年1月11日別ジャケットで再販 |
| 01 | サイボーグロックショウ完全盤 | 2003年8月20日  | 07.PARΔde→01                                          |                    | MASATO     | ALLEX RECORDS | ALCA-2011 (再販) |           | ・2006年1月11日別ジャケットで再販 |
| 01 | サイボーグロックショウ完全盤 | 2003年8月20日  | 08.T=S?L?[True=Save?orLoad?]                          | Angel-TAKA・MASATO | MASATO     | ALLEX RECORDS | ALCA-2011 (再販) |           | ・2006年1月11日別ジャケットで再販 |
| 01 | サイボーグロックショウ完全盤 | 2003年8月20日  | 09.0-ray-                                             | MASATO             | MASATO     | ALLEX RECORDS | ALCA-2011 (再販) |           | ・2006年1月11日別ジャケットで再販 |
| 01 | サイボーグロックショウ完全盤 | 2003年8月20日  | 10.R.A.M FISH                                         | Angel-TAKA         | MASATO     | ALLEX RECORDS | ALCA-2011 (再販) |           | ・2006年1月11日別ジャケットで再販 |
| 01 | サイボーグロックショウ完全盤 | 2003年8月20日  | 11.DA/MAGE                                            |                    | MASATO     | ALLEX RECORDS | ALCA-2011 (再販) |           | ・2006年1月11日別ジャケットで再販 |
| 02 | ゼロの系譜                   | 2004年9月29日  | 01.w@ke up!!                                          |                    | koyo ikeda | ALLEX RECORDS |                  | ALCA-2005 |                                   |
| 02 | ゼロの系譜                   | 2004年9月29日  | 02.コマンドNo.0069                                    | Angel-TAKA         | TAKEswiy   | ALLEX RECORDS |                  | ALCA-2005 |                                   |
| 02 | ゼロの系譜                   | 2004年9月29日  | 03.CHROMOSOME SIX                                     | MASATO             | MASATO     | ALLEX RECORDS |                  | ALCA-2005 |                                   |
| 02 | ゼロの系譜                   | 2004年9月29日  | 04.贅沢なPAIN                                         | Angel-TAKA         | MASATO     | ALLEX RECORDS |                  | ALCA-2005 |                                   |
| 02 | ゼロの系譜                   | 2004年9月29日  | 05.401                                                |                    | MASATO     | ALLEX RECORDS |                  | ALCA-2005 |                                   |
| 02 | ゼロの系譜                   | 2004年9月29日  | 06.バトルカプセルから愛を込めて                       | MASATO             | MASATO     | ALLEX RECORDS |                  | ALCA-2005 |                                   |
| 02 | ゼロの系譜                   | 2004年9月29日  | 07.Pole Star                                          | Angel-TAKA         | MASATO     | ALLEX RECORDS |                  | ALCA-2005 |                                   |
| 02 | ゼロの系譜                   | 2004年9月29日  | 08.Ouranos                                            | Angel-TAKA         | MASATO     | ALLEX RECORDS |                  | ALCA-2005 |                                   |
| 02 | ゼロの系譜                   | 2004年9月29日  | 09.SPACE PIRATES (ch77.7) #1                          | Angel-TAKA         | MASATO     | ALLEX RECORDS |                  | ALCA-2005 |                                   |
| 02 | ゼロの系譜                   | 2004年9月29日  | 10.pray                                               | MASATO             | MASATO     | ALLEX RECORDS |                  | ALCA-2005 |                                   |
| 02 | ゼロの系譜                   | 2004年9月29日  | 11.ロスト                                             | MASATO             | MASATO     | ALLEX RECORDS |                  | ALCA-2005 |                                   |
| 02 | ゼロの系譜                   | 2004年9月29日  | 12.ゼロの系譜                                         | Angel-TAKA         | MASATO     | ALLEX RECORDS |                  | ALCA-2005 |                                   |
| 02 | ゼロの系譜                   | 2004年9月29日  | 13.f                                                  | Angel-TAKA         | MASATO     | ALLEX RECORDS |                  | ALCA-2005 |                                   |
| 03 | EGO-style                    | 2005年11月30日 | 01.ピンポン成長機                                     | MASATO             | MASATO     | BBMC          |                  | BBMC-1002 | ・2008年11月30日再販              |
| 03 | EGO-style                    | 2005年11月30日 | 02.CRY                                                | Angel-TAKA         | MASATO     | BBMC          |                  | BBMC-1002 | ・2008年11月30日再販              |
| 03 | EGO-style                    | 2005年11月30日 | 03.HERO                                               | Angel-TAKA         | MASATO     | BBMC          |                  | BBMC-1002 | ・2008年11月30日再販              |
| 03 | EGO-style                    | 2005年11月30日 | 04.FAT WORLD                                          | MASATO             | MASATO     | BBMC          |                  | BBMC-1002 | ・2008年11月30日再販              |
| 03 | EGO-style                    | 2005年11月30日 | 05.フロムスカイウォーカー                             | Angel-TAKA&MASATO  | MASATO     | BBMC          |                  | BBMC-1002 | ・2008年11月30日再販              |
| 03 | EGO-style                    | 2005年11月30日 | 06.JAPAN TOY'S PANIC                                  |                    | MASATO     | BBMC          |                  | BBMC-1002 | ・2008年11月30日再販              |
| 03 | EGO-style                    | 2005年11月30日 | 07.pupa                                               | Angel-TAKA&MASATO  | MASATO     | BBMC          |                  | BBMC-1002 | ・2008年11月30日再販              |
| 03 | EGO-style                    | 2005年11月30日 | 08.CO2                                                |                    | MASATO     | BBMC          |                  | BBMC-1002 | ・2008年11月30日再販              |
| 03 | EGO-style                    | 2005年11月30日 | 09.ミラクル☆ロケットG5                                | Angel-TAKA         | MASATO     | BBMC          |                  | BBMC-1002 | ・2008年11月30日再販              |
| 03 | EGO-style                    | 2005年11月30日 | 10.LOVE DOCTOR ～恋の魔法はその気がないと効きません～ | Angel-TAKA         | MASATO     | BBMC          |                  | BBMC-1002 | ・2008年11月30日再販              |
| 03 | EGO-style                    | 2005年11月30日 | 11.1988                                               | MASATO             | MASATO     | BBMC          |                  | BBMC-1002 | ・2008年11月30日再販              |
| 03 | EGO-style                    | 2005年11月30日 | 12.Thank you for the MUSIC                            | MASATO             | MASATO     | BBMC          |                  | BBMC-1002 | ・2008年11月30日再販              |
| 03 | EGO-style                    | 2005年11月30日 | 13.一撃必殺PoPs                                       | MASATO             | MASATO     | BBMC          |                  | BBMC-1002 | ・2008年11月30日再販              |

#### 映像作品
- igni+ioN（2003年10月30日）VHS
- ゼロの系譜 クリップ集（2004年12月22日）
- JAPAN TOY'S PANIC 撃破 LIVE at ESP CLUB 1ne 2wo（2005年4月13日）
- DVD ボックス 一撃必殺（2006年7月16日）会場限定盤/通常盤

#### その他
- SUPER COMPILATION CD Shock Edge 2003（2003年9月24日）『CIVERE CRIME』が収録。
- Cure Japanesque Rock Collectionz（2004年7月28日）『BELIEVE』が収録。
- Zy.FORCE Vol.3（2005年11月27日）
- EGO-style The Premier Issue（2006年1月8日）公式ブック。
- Bands Shock DVD Vol.2（2006年12月24日）

### 宇宙戦隊NOIZ

#### シングル
|    | タイトル                                                     | 発売日        | 収録曲                                                          | 作詞       | 作曲       | レーベル               | 販売形態   | 品番      | 備考 |
| -- | ------------------------------------------------------------ | ------------- | --------------------------------------------------------------- | ---------- | ---------- | ---------------------- | ---------- | --------- | --- |
| 01 | ホワイトキャンバス                                           | 2007年2月28日 | 01.ホワイトキャンバス                                           | MASATO     | MASATO     | CROSS RECORDS          |            | YZCM-5001 | |
| 01 | ホワイトキャンバス                                           | 2007年2月28日 | 02.KISS                                                         | ANGEL-TAKA | MASATO     | CROSS RECORDS          |            | YZCM-5001 | |
| 02 | BAD MUSIC FREAKS                                             | 2007年7月19日 | 01.BAD MUSIC FREAKS                                             | MASATO     | MASATO     | CROSS RECORDS          |            | YZCM-5002 | |
| 02 | BAD MUSIC FREAKS                                             | 2007年7月19日 | 02.「Equal」                                                    | MASATO     | MASATO     | CROSS RECORDS          |            | YZCM-5002 | |
| 03 | MAGICAL DIVE                                                 | 2008年6月4日  | 01.MAGICAL DIVE                                                 | ANGEL-TAKA | MASATO     | CROSS RECORDS          | 初回限定盤 | YZCM-5004 | ・初回限定盤には表題曲のPVを収録したDVDが付属 ・カップリングの『SUPER PHOENIX TRANCE』はZERO-1MAXに出演した宇宙発マスクマンNOIZ選手のテーマ曲(2008年4月の試合では生演奏で入場した) |
| 03 | MAGICAL DIVE                                                 | 2008年6月4日  | 02.SUPER PHOENIX TRANCE                                         | ANGEL-TAKA | MASATO     | CROSS RECORDS          | 通常盤     | YZCM-5003 | ・初回限定盤には表題曲のPVを収録したDVDが付属 ・カップリングの『SUPER PHOENIX TRANCE』はZERO-1MAXに出演した宇宙発マスクマンNOIZ選手のテーマ曲(2008年4月の試合では生演奏で入場した) |
| 04 | センチメンタルドロップキック ～GALAXY SUMMER OH! MY JULIET～ | 2008年8月6日  | 01.センチメンタルドロップキック ～GALAXY SUMMER OH! MY JULIET～ | ANGEL-TAKA | MASATO     | CROSS RECORDS          | 初回限定盤 | YZCM-5005 | ・初回限定盤には表題曲のPVを収録したDVDが付属 ・表題曲は第一興商スターカラオケV-STYLE“Move!!”のエンディングテーマ                                                                  |
| 04 | センチメンタルドロップキック ～GALAXY SUMMER OH! MY JULIET～ | 2008年8月6日  | 02.ELEGANT ELEPHANT                                             | ANGEL-TAKA | MASATO     | CROSS RECORDS          | 通常盤     | YZCM-5006 | ・初回限定盤には表題曲のPVを収録したDVDが付属 ・表題曲は第一興商スターカラオケV-STYLE“Move!!”のエンディングテーマ                                                                  |
| 05 | BRAND NEW WORLD                                              | 2009年5月20日 | 01.BRAND NEW WORLD                                              | MASATO     | MASATO     | Delicious Deli Records | 初回限定盤 | UICV-9003 | ・初回限定盤には表題曲のPVを収録したDVDが付属 |
| 05 | BRAND NEW WORLD                                              | 2009年5月20日 | 02.someday                                                      | MASATO     | 叫&MASATO  | Delicious Deli Records | 通常盤     | UICV-5003 | ・初回限定盤には表題曲のPVを収録したDVDが付属 |
| 05 | BRAND NEW WORLD                                              | 2009年5月20日 | 03.Mr.ADVENTURE                                                 | ANGEL-TAKA | ANGEL-TAKA | Delicious Deli Records | 通常盤     | UICV-5003 | ・初回限定盤には表題曲のPVを収録したDVDが付属 |

#### アルバム
|    | タイトル      | 発売日         | 収録曲                                                          | 作詞              | 作曲          | レーベル         | 販売形態   | 品番       | 備考                                                      |
| -- | ------------- | -------------- | --------------------------------------------------------------- | ----------------- | ------------- | ---------------- | ---------- | ---------- | --------------------------------------------------------- |
| 01 | TERRA         | 2007年9月5日   | 01.TERRA                                                        | MASATO            | MASATO        | CROSS RECORDS    |            | YZCM-0001  |                                                           |
| 01 | TERRA         | 2007年9月5日   | 02.BOY                                                          | MASATO            | MASATO        | CROSS RECORDS    |            | YZCM-0001  |                                                           |
| 01 | TERRA         | 2007年9月5日   | 03.BAD MUSIC FREAKS                                             | MASATO            | MASATO        | CROSS RECORDS    |            | YZCM-0001  |                                                           |
| 01 | TERRA         | 2007年9月5日   | 04.ORANGE GRADATION                                             | ANGEL-TAKA        | MASATO        | CROSS RECORDS    |            | YZCM-0001  |                                                           |
| 01 | TERRA         | 2007年9月5日   | 05.ホワイトキャンバス                                           | MASATO            | MASATO        | CROSS RECORDS    |            | YZCM-0001  |                                                           |
| 01 | TERRA         | 2007年9月5日   | 06.MONKEY IS DEAD                                               | ANGEL-TAKA        | MASATO        | CROSS RECORDS    |            | YZCM-0001  |                                                           |
| 01 | TERRA         | 2007年9月5日   | 07.Vista                                                        | MASATO            | MASATO        | CROSS RECORDS    |            | YZCM-0001  |                                                           |
| 01 | TERRA         | 2007年9月5日   | 08.メリーゴーランド                                             | ANGEL-TAKA&MASATO | MASATO        | CROSS RECORDS    |            | YZCM-0001  |                                                           |
| 01 | TERRA         | 2007年9月5日   | 09.B.B.B. (Beauty Beast Burst)                                  | MASATO            | MASATO        | CROSS RECORDS    |            | YZCM-0001  |                                                           |
| 01 | TERRA         | 2007年9月5日   | 10.太陽に描いた地図                                             | ANGEL-TAKA        | MASATO        | CROSS RECORDS    |            | YZCM-0001  |                                                           |
| 01 | TERRA         | 2007年9月5日   | 11.ピープル・ノート                                             | MASATO            | MASATO        | CROSS RECORDS    |            | YZCM-0001  |                                                           |
| 01 | TERRA         | 2007年9月5日   | 12.ハードロマンチッカーズ                                       | ANGEL-TAKA        | MASATO        | CROSS RECORDS    |            | YZCM-0001  |                                                           |
| 01 | TERRA         | 2007年9月5日   | 13.Everything for my love                                       | MASATO            | MASATO        | CROSS RECORDS    |            | YZCM-0001  |                                                           |
| 02 | CUBE          | 2008年10月1日  | 01.SEPIA                                                        | ANGEL-TAKA        | MASATO        | CROSS RECORDS    | 初回限定盤 | YZCM-0003  | ・初回限定盤にはフォトブックレットが付属                  |
| 02 | CUBE          | 2008年10月1日  | 02.MAGICAL DIVE                                                 | ANGEL-TAKA        | MASATO        | CROSS RECORDS    | 初回限定盤 | YZCM-0003  | ・初回限定盤にはフォトブックレットが付属                  |
| 02 | CUBE          | 2008年10月1日  | 03.WELCOME TO THE パラ☆ダイス                                   | ANGEL-TAKA        | TAKEswiy      | CROSS RECORDS    | 初回限定盤 | YZCM-0003  | ・初回限定盤にはフォトブックレットが付属                  |
| 02 | CUBE          | 2008年10月1日  | 04.センチメンタルドロップキック ～GALAXY SUMMER OH! MY JULIET～ | ANGEL-TAKA        | MASATO        | CROSS RECORDS    | 初回限定盤 | YZCM-0003  | ・初回限定盤にはフォトブックレットが付属                  |
| 02 | CUBE          | 2008年10月1日  | 05.ラストワード                                                 | MASATO            | MASATO        | CROSS RECORDS    | 初回限定盤 | YZCM-0003  | ・初回限定盤にはフォトブックレットが付属                  |
| 02 | CUBE          | 2008年10月1日  | 06.BLOOD                                                        | MASATO            | 叫            | CROSS RECORDS    | 通常盤     | YZCM-0004  | ・初回限定盤にはフォトブックレットが付属                  |
| 02 | CUBE          | 2008年10月1日  | 07.チャンス                                                     | S@TT-ON           | S@TT-ON       | CROSS RECORDS    | 通常盤     | YZCM-0004  | ・初回限定盤にはフォトブックレットが付属                  |
| 02 | CUBE          | 2008年10月1日  | 08.BUZZ                                                         | MASATO            | MASATO        | CROSS RECORDS    | 通常盤     | YZCM-0004  | ・初回限定盤にはフォトブックレットが付属                  |
| 02 | CUBE          | 2008年10月1日  | 09.VOICE                                                        | ANGEL-TAKA        | ANGEL-TAKA    | CROSS RECORDS    | 通常盤     | YZCM-0004  | ・初回限定盤にはフォトブックレットが付属                  |
| 02 | CUBE          | 2008年10月1日  | 10.CUBE                                                         | ANGEL-TAKA        | MASATO        | CROSS RECORDS    | 通常盤     | YZCM-0004  | ・初回限定盤にはフォトブックレットが付属                  |
| 03 | GENOM EMOTION | 2010年11月19日 | 01.アンドロメダパレード                                         | ANGEL-TAKA        | YAMATO        |                  |            | UCHUNOIZ01 | ・公式サイトにて全曲無料配信中 ・ファンクラブ限定でCD配布 |
| 03 | GENOM EMOTION | 2010年11月19日 | 02.－SHINE－                                                    | ANGEL-TAKA        | 呼太郎        |                  |            | UCHUNOIZ01 | ・公式サイトにて全曲無料配信中 ・ファンクラブ限定でCD配布 |
| 03 | GENOM EMOTION | 2010年11月19日 | 03.エタァナルレイディヲ                                         | MASATO            | MASATO        |                  |            | UCHUNOIZ01 | ・公式サイトにて全曲無料配信中 ・ファンクラブ限定でCD配布 |
| 03 | GENOM EMOTION | 2010年11月19日 | 04.3DAYS BOAT                                                   | MASATO            | MASATO        |                  |            | UCHUNOIZ01 | ・公式サイトにて全曲無料配信中 ・ファンクラブ限定でCD配布 |
| 03 | GENOM EMOTION | 2010年11月19日 | 05.Happy tied                                                   | ANGEL-TAKA        | MASATO        |                  |            | UCHUNOIZ01 | ・公式サイトにて全曲無料配信中 ・ファンクラブ限定でCD配布 |
| 03 | GENOM EMOTION | 2010年11月19日 | 06.RISE                                                         | MASATO            | MASATO        |                  |            | UCHUNOIZ01 | ・公式サイトにて全曲無料配信中 ・ファンクラブ限定でCD配布 |
| 03 | GENOM EMOTION | 2010年11月19日 | 07.SPARK!!!!!                                                   | MASATO            | MASATO        |                  |            | UCHUNOIZ01 | ・公式サイトにて全曲無料配信中 ・ファンクラブ限定でCD配布 |
| 03 | GENOM EMOTION | 2010年11月19日 | 08.QUEST                                                        | MASATO            | MASATO        |                  |            | UCHUNOIZ01 | ・公式サイトにて全曲無料配信中 ・ファンクラブ限定でCD配布 |
| 03 | GENOM EMOTION | 2010年11月19日 | 09.PEAK                                                         | MASATO            | MASATO        |                  |            | UCHUNOIZ01 | ・公式サイトにて全曲無料配信中 ・ファンクラブ限定でCD配布 |
| 03 | GENOM EMOTION | 2010年11月19日 | 10.BACK BONE                                                    | MASATO            | YAMATO        |                  |            | UCHUNOIZ01 | ・公式サイトにて全曲無料配信中 ・ファンクラブ限定でCD配布 |
| 04 | I.M.P         | 2011年6月9日   | 01.エイミー                                                     | MASATO            | MASATO        | GALAXY STAR DISC | 会場限定盤 |            | ・会場限定盤のDVDには『THE PRADOX IN IDEOLOGY』のPVが収録 |
| 04 | I.M.P         | 2011年6月9日   | 02.BOOM BOOM HONEY BLOSSOM                                      | ANGEL-TAKA        | YAMATO        | GALAXY STAR DISC | 会場限定盤 |            | ・会場限定盤のDVDには『THE PRADOX IN IDEOLOGY』のPVが収録 |
| 04 | I.M.P         | 2011年6月9日   | 03.THE PARADOX IN IDEOLOGY                                      | MASATO            | MASATO        | GALAXY STAR DISC | 会場限定盤 |            | ・会場限定盤のDVDには『THE PRADOX IN IDEOLOGY』のPVが収録 |
| 04 | I.M.P         | 2011年6月9日   | 04.Knock'in On the Door                                         | MASATO            | MASATO        | GALAXY STAR DISC | 通常盤     | GXCD-0001  | ・会場限定盤のDVDには『THE PRADOX IN IDEOLOGY』のPVが収録 |
| 04 | I.M.P         | 2011年6月9日   | 05.LAST CHILD                                                   | ANGEL-TAKA        | YAMATO,MASATO | GALAXY STAR DISC | 通常盤     | GXCD-0001  | ・会場限定盤のDVDには『THE PRADOX IN IDEOLOGY』のPVが収録 |
| 04 | I.M.P         | 2011年6月9日   | 06.思考錯誤フラクタル                                           | MASATO            | MASATO        | GALAXY STAR DISC | 通常盤     | GXCD-0001  | ・会場限定盤のDVDには『THE PRADOX IN IDEOLOGY』のPVが収録 |
| 04 | I.M.P         | 2011年6月9日   | 07.キャンプファミリア                                           | MASATO            | MASATO        | GALAXY STAR DISC | 通常盤     | GXCD-0001  | ・会場限定盤のDVDには『THE PRADOX IN IDEOLOGY』のPVが収録 |

#### ミニアルバム
|    | タイトル  | 発売日       | 収録曲          | 作詞       | 作曲          | レーベル         | 販売形態   | 品番      | 備考                                     |
| -- | --------- | ------------ | --------------- | ---------- | ------------- | ---------------- | ---------- | --------- | ---------------------------------------- |
| 01 | HIGH FIVE | 2012年5月2日 | 01.カムイ       | MASATO     | MASATO        | GALAXY STAR DISC | 会場限定盤 |           | ・会場限定盤のDVDには『Jewel』のPVが収録 |
| 01 | HIGH FIVE | 2012年5月2日 | 02.Jewel        | ANGEL-TAKA | 呼太郎        | GALAXY STAR DISC | 会場限定盤 |           | ・会場限定盤のDVDには『Jewel』のPVが収録 |
| 01 | HIGH FIVE | 2012年5月2日 | 03.シューゲイズ | MASATO     | YAMATO/MASATO | GALAXY STAR DISC | 通常盤     | GXCD-0002 | ・会場限定盤のDVDには『Jewel』のPVが収録 |
| 01 | HIGH FIVE | 2012年5月2日 | 04.カナタ       | MASATO     | MASATO        | GALAXY STAR DISC | 通常盤     | GXCD-0002 | ・会場限定盤のDVDには『Jewel』のPVが収録 |
| 01 | HIGH FIVE | 2012年5月2日 | 05.HIGH☆FIVE    | ANGEL-TAKA | MASATO        | GALAXY STAR DISC | 通常盤     | GXCD-0002 | ・会場限定盤のDVDには『Jewel』のPVが収録 |

#### ベストアルバム
|    | タイトル                  | 発売日       | 収録曲                                                          | 作詞              | 作曲   | レーベル               | 販売形態   | 品番      | 備考 |
| -- | ------------------------- | ------------ | --------------------------------------------------------------- | ----------------- | ------ | ---------------------- | ---------- | --------- | --- |
| 01 | GREAT ROCK'N' ROLL HEROES | 2009年3月4日 | 01.BAD MUSIC FREAKS                                             | MASATO            | MASATO | Delicious Deli Records | 初回限定盤 | UICV-9002 | ・初回限定盤のDVDには『FLASHBACK FLAG (PV)』『FLASHBACK FLAG (Alternative Version) (PV)』『ANGEL-TAKA 第一回 ひとりぼっちの東京国際マラソン』が収録 |
| 01 | GREAT ROCK'N' ROLL HEROES | 2009年3月4日 | 02.CHROMOSOME SIX                                               | MASATO            | MASATO | Delicious Deli Records | 初回限定盤 | UICV-9002 | ・初回限定盤のDVDには『FLASHBACK FLAG (PV)』『FLASHBACK FLAG (Alternative Version) (PV)』『ANGEL-TAKA 第一回 ひとりぼっちの東京国際マラソン』が収録 |
| 01 | GREAT ROCK'N' ROLL HEROES | 2009年3月4日 | 03.メリーゴーランド                                             | ANGEL-TAKA&MASATO | MASATO | Delicious Deli Records | 初回限定盤 | UICV-9002 | ・初回限定盤のDVDには『FLASHBACK FLAG (PV)』『FLASHBACK FLAG (Alternative Version) (PV)』『ANGEL-TAKA 第一回 ひとりぼっちの東京国際マラソン』が収録 |
| 01 | GREAT ROCK'N' ROLL HEROES | 2009年3月4日 | 04.CRY                                                          | ANGEL-TAKA        | MASATO | Delicious Deli Records | 初回限定盤 | UICV-9002 | ・初回限定盤のDVDには『FLASHBACK FLAG (PV)』『FLASHBACK FLAG (Alternative Version) (PV)』『ANGEL-TAKA 第一回 ひとりぼっちの東京国際マラソン』が収録 |
| 01 | GREAT ROCK'N' ROLL HEROES | 2009年3月4日 | 05.センチメンタルドロップキック ～GALAXY SUMMER OH! MY JULIET～ | ANGEL-TAKA        | MASATO | Delicious Deli Records | 初回限定盤 | UICV-9002 | ・初回限定盤のDVDには『FLASHBACK FLAG (PV)』『FLASHBACK FLAG (Alternative Version) (PV)』『ANGEL-TAKA 第一回 ひとりぼっちの東京国際マラソン』が収録 |
| 01 | GREAT ROCK'N' ROLL HEROES | 2009年3月4日 | 06.ロスト                                                       | MASATO            | MASATO | Delicious Deli Records | 初回限定盤 | UICV-9002 | ・初回限定盤のDVDには『FLASHBACK FLAG (PV)』『FLASHBACK FLAG (Alternative Version) (PV)』『ANGEL-TAKA 第一回 ひとりぼっちの東京国際マラソン』が収録 |
| 01 | GREAT ROCK'N' ROLL HEROES | 2009年3月4日 | 07.ハードロマンチッカーズ                                       | ANGEL-TAKA        | MASATO | Delicious Deli Records | 初回限定盤 | UICV-9002 | ・初回限定盤のDVDには『FLASHBACK FLAG (PV)』『FLASHBACK FLAG (Alternative Version) (PV)』『ANGEL-TAKA 第一回 ひとりぼっちの東京国際マラソン』が収録 |
| 01 | GREAT ROCK'N' ROLL HEROES | 2009年3月4日 | 08.少年人魚                                                     | MASATO            | MASATO | Delicious Deli Records | 初回限定盤 | UICV-9002 | ・初回限定盤のDVDには『FLASHBACK FLAG (PV)』『FLASHBACK FLAG (Alternative Version) (PV)』『ANGEL-TAKA 第一回 ひとりぼっちの東京国際マラソン』が収録 |
| 01 | GREAT ROCK'N' ROLL HEROES | 2009年3月4日 | 09.Igni+ioN                                                     | MASATO            | MASATO | Delicious Deli Records | 通常盤     | UICV-1002 | ・初回限定盤のDVDには『FLASHBACK FLAG (PV)』『FLASHBACK FLAG (Alternative Version) (PV)』『ANGEL-TAKA 第一回 ひとりぼっちの東京国際マラソン』が収録 |
| 01 | GREAT ROCK'N' ROLL HEROES | 2009年3月4日 | 10.CUBE                                                         | ANGEL-TAKA        | MASATO | Delicious Deli Records | 通常盤     | UICV-1002 | ・初回限定盤のDVDには『FLASHBACK FLAG (PV)』『FLASHBACK FLAG (Alternative Version) (PV)』『ANGEL-TAKA 第一回 ひとりぼっちの東京国際マラソン』が収録 |
| 01 | GREAT ROCK'N' ROLL HEROES | 2009年3月4日 | 11.Thank you for the MUSIC                                      | MASATO            | MASATO | Delicious Deli Records | 通常盤     | UICV-1002 | ・初回限定盤のDVDには『FLASHBACK FLAG (PV)』『FLASHBACK FLAG (Alternative Version) (PV)』『ANGEL-TAKA 第一回 ひとりぼっちの東京国際マラソン』が収録 |
| 01 | GREAT ROCK'N' ROLL HEROES | 2009年3月4日 | 12.MAGICAL DIVE                                                 | ANGEL-TAKA        | MASATO | Delicious Deli Records | 通常盤     | UICV-1002 | ・初回限定盤のDVDには『FLASHBACK FLAG (PV)』『FLASHBACK FLAG (Alternative Version) (PV)』『ANGEL-TAKA 第一回 ひとりぼっちの東京国際マラソン』が収録 |
| 01 | GREAT ROCK'N' ROLL HEROES | 2009年3月4日 | 13.SPACE PIRATES (ch77.7) #2                                    | ANGEL-TAKA        | MASATO | Delicious Deli Records | 通常盤     | UICV-1002 | ・初回限定盤のDVDには『FLASHBACK FLAG (PV)』『FLASHBACK FLAG (Alternative Version) (PV)』『ANGEL-TAKA 第一回 ひとりぼっちの東京国際マラソン』が収録 |
| 01 | GREAT ROCK'N' ROLL HEROES | 2009年3月4日 | 14.ミラクル☆ロケットG5                                          | ANGEL-TAKA        | MASATO | Delicious Deli Records | 通常盤     | UICV-1002 | ・初回限定盤のDVDには『FLASHBACK FLAG (PV)』『FLASHBACK FLAG (Alternative Version) (PV)』『ANGEL-TAKA 第一回 ひとりぼっちの東京国際マラソン』が収録 |
| 01 | GREAT ROCK'N' ROLL HEROES | 2009年3月4日 | 15.Everything for my love                                       | MASATO            | MASATO | Delicious Deli Records | 通常盤     | UICV-1002 | ・初回限定盤のDVDには『FLASHBACK FLAG (PV)』『FLASHBACK FLAG (Alternative Version) (PV)』『ANGEL-TAKA 第一回 ひとりぼっちの東京国際マラソン』が収録 |
| 01 | GREAT ROCK'N' ROLL HEROES | 2009年3月4日 | 16.FLASHBACK FLAG                                               | MASATO            | MASATO | Delicious Deli Records | 通常盤     | UICV-1002 | ・初回限定盤のDVDには『FLASHBACK FLAG (PV)』『FLASHBACK FLAG (Alternative Version) (PV)』『ANGEL-TAKA 第一回 ひとりぼっちの東京国際マラソン』が収録 |

#### 映像作品
- 凄ろっくパラDICE 2006 Vol.1（2007年1月10日）
- 凄ろっくパラDICE 2006 Vol.2（2007年1月10日）
- 凄ろっくパラDICE 2006 Vol.3（2007年1月10日）
- 凄ろっくパラDICE 2006 Vol.4（2007年1月10日）
- 凄ろっくパラDICE 2006 Vol.5（2007年1月10日）
- 凄ろっくパラDICE 2006 Vol.6（2007年1月10日）
- 凄ろっくパラDICE 2006 6枚組スペシャルボックス（2007年1月10日）
- JAPAN TOY'S PANIC 2007 KING OF ONE MAN SHOW ～BAD MUSIC FREAKS～ LIVE at SHIBUYA-AX（2007年12月5日）
- E〜T〜C（エトセトラ）（2008年11月5日）
- JAPAN TOY'S PANIC KING OF ONEMAN SHOW2009～2010 絶対強者 LIVE at LIQUIDROOM（2010年）会場限定
- JAPAN TOY'S PANIC TOUR KING OF ONEMAN & EVENT SHOW 2011 GENOM EMOTION FINAL ATTACK AT SHIBUYA O-EAST（2011年9月8日）
- 宇宙戦隊NOIZの地球救出大作戦 in Philippines（2012年3月4日）

#### その他
- 鏡花水月楼 TЁЯRA feat. 宇宙戦隊NOIZ名義。コナミデジタルエンタテインメントの音楽ゲーム『GuitarFreaks』&『DrumMania』『DanceDanceRevolution』に収録された楽曲。コナミのアーティストユニットTЁЯRAとの共作。
- ガーゴイズム（2008年5月17日） Gargoyleのトリビュートアルバム。カバー『死ぬこととみつけたり』が収録。
- Bands Shock DVD Vol.5（2008年9月24日）
- Bands Shock DVD Vol.6（2008年10月29日）
- Bands Shock DVD Vol.7（2008年11月26日）
- 宇宙煎（2010年6月15日）えび煎餅の老舗『志満秀』（香川県）とのコラボ商品。宇宙船をモチーフにしたパッケージで、えび煎餅1枚1枚にプリントが入っている。
- Counteraction -V-Rock covered Visual Anime songs Compilation-（2012年5月23日）ゴールデンボンバーのカバー『僕クエスト』が収録。
- CRUSH!3 -90’s V-Rock best hit cover LOVE songs-（2012年6月27日）氷室京介のカバー『KISS ME』が収録。

#### 未発表曲
- RIOT ライブでのみ演奏される曲。音源未収録。
- Narda（2012年8月8日）フィリピンのバンド、Kamikazeeのカバー曲。YouTubeにてPVが視聴可能。

### UCHUSENTAI:NOIZ

#### シングル
|    | タイトル                          | 発売日         | 収録曲                                                                                         | 作詞       | 作曲   | レーベル         | 販売形態   | 品番    | 備考 |
| -- | --------------------------------- | -------------- | ---------------------------------------------------------------------------------------------- | ---------- | ------ | ---------------- | ---------- | ------- | --- |
| 01 | PRECOG                            | 2013年7月17日  | 01.PRECOG                                                                                      | MASATO     | MASATO | GALAXY STAR DISC | 地球限定盤 | GXCD5   | ・5ヶ月連続シングル第1弾 ・地球限定盤のDVDには表題曲のPVとそのメイキングが収録 ・宇宙限定盤のDVDには2013年のフィリピンで行われたライブ映像が収録                                       |
| 01 | PRECOG                            | 2013年7月17日  | 02.センチメンタルドロップキック ～GALAXY SUMMER OH! MY JULIET～ (New Recording)                | ANGEL-TAKA | MASATO | GALAXY STAR DISC | 地球限定盤 | GXCD5   | ・5ヶ月連続シングル第1弾 ・地球限定盤のDVDには表題曲のPVとそのメイキングが収録 ・宇宙限定盤のDVDには2013年のフィリピンで行われたライブ映像が収録                                       |
| 01 | PRECOG                            | 2013年7月17日  | 03.PRECOG (instrumental)                                                                       |            |        | GALAXY STAR DISC | 宇宙限定盤 | GXCD6   | ・5ヶ月連続シングル第1弾 ・地球限定盤のDVDには表題曲のPVとそのメイキングが収録 ・宇宙限定盤のDVDには2013年のフィリピンで行われたライブ映像が収録                                       |
| 01 | PRECOG                            | 2013年7月17日  | 04.センチメンタルドロップキック ～GALAXY SUMMER OH! MY JULIET～ (New Recording) (instrumental) |            |        | GALAXY STAR DISC | 宇宙限定盤 | GXCD6   | ・5ヶ月連続シングル第1弾 ・地球限定盤のDVDには表題曲のPVとそのメイキングが収録 ・宇宙限定盤のDVDには2013年のフィリピンで行われたライブ映像が収録                                       |
| 02 | パラレルマインド                  | 2013年8月21日  | 01.パラレルマインド                                                                            | KOTARO     | KOTARO | GALAXY STAR DISC | 地球限定盤 | GXCD7   | ・5ヶ月連続シングル第2弾 ・地球限定盤のDVDには表題曲のPVとそのメイキングが収録 ・宇宙限定盤のDVDには2013年のフィリピンで行われたライブ映像が収録                                       |
| 02 | パラレルマインド                  | 2013年8月21日  | 02.FLASHBACK FLAG (New Recording)                                                              | MASATO     | MASATO | GALAXY STAR DISC | 地球限定盤 | GXCD7   | ・5ヶ月連続シングル第2弾 ・地球限定盤のDVDには表題曲のPVとそのメイキングが収録 ・宇宙限定盤のDVDには2013年のフィリピンで行われたライブ映像が収録                                       |
| 02 | パラレルマインド                  | 2013年8月21日  | 03.パラレルマインド (instrumental)                                                             |            |        | GALAXY STAR DISC | 宇宙限定盤 | GXCD8   | ・5ヶ月連続シングル第2弾 ・地球限定盤のDVDには表題曲のPVとそのメイキングが収録 ・宇宙限定盤のDVDには2013年のフィリピンで行われたライブ映像が収録                                       |
| 02 | パラレルマインド                  | 2013年8月21日  | 04.FLASHBACK FLAG (New Recording) (instrumental)                                               |            |        | GALAXY STAR DISC | 宇宙限定盤 | GXCD8   | ・5ヶ月連続シングル第2弾 ・地球限定盤のDVDには表題曲のPVとそのメイキングが収録 ・宇宙限定盤のDVDには2013年のフィリピンで行われたライブ映像が収録                                       |
| 03 | コロナ                            | 2013年9月11日  | 01.コロナ                                                                                      | YAMATO     | YAMATO | GALAXY STAR DISC | 地球限定盤 | GXCD9   | ・5ヶ月連続シングル第3弾 ・地球限定盤のDVDには表題曲のPVとそのメイキングが収録 ・宇宙限定盤のDVDには2013年のフィリピンで行われたライブ映像が収録                                       |
| 03 | コロナ                            | 2013年9月11日  | 02.ミラクルロケット☆G5 (New Recording)                                                         | ANGEL-TAKA | MASATO | GALAXY STAR DISC | 地球限定盤 | GXCD9   | ・5ヶ月連続シングル第3弾 ・地球限定盤のDVDには表題曲のPVとそのメイキングが収録 ・宇宙限定盤のDVDには2013年のフィリピンで行われたライブ映像が収録                                       |
| 03 | コロナ                            | 2013年9月11日  | 03.コロナ (instrumental)                                                                       |            |        | GALAXY STAR DISC | 宇宙限定盤 | GXCD10  | ・5ヶ月連続シングル第3弾 ・地球限定盤のDVDには表題曲のPVとそのメイキングが収録 ・宇宙限定盤のDVDには2013年のフィリピンで行われたライブ映像が収録                                       |
| 03 | コロナ                            | 2013年9月11日  | 04.ミラクルロケット☆G5 (New Recording) (instrumental)                                          |            |        | GALAXY STAR DISC | 宇宙限定盤 | GXCD10  | ・5ヶ月連続シングル第3弾 ・地球限定盤のDVDには表題曲のPVとそのメイキングが収録 ・宇宙限定盤のDVDには2013年のフィリピンで行われたライブ映像が収録                                       |
| 04 | One Order                         | 2013年10月9日  | 01.One Order                                                                                   | KOTARO     | KOTARO | GALAXY STAR DISC | 地球限定盤 | GXCD11  | ・5ヶ月連続シングル第4弾 ・地球限定盤のDVDには表題曲のPVとそのメイキングが収録 ・宇宙限定盤のDVDには2013年のフィリピンで行われたライブ映像が収録                                       |
| 04 | One Order                         | 2013年10月9日  | 02.MAGICAL DIVE (New Recording)                                                                | ANGEL-TAKA | MASATO | GALAXY STAR DISC | 地球限定盤 | GXCD11  | ・5ヶ月連続シングル第4弾 ・地球限定盤のDVDには表題曲のPVとそのメイキングが収録 ・宇宙限定盤のDVDには2013年のフィリピンで行われたライブ映像が収録                                       |
| 04 | One Order                         | 2013年10月9日  | 03.One Order (Instrumental)                                                                    |            |        | GALAXY STAR DISC | 宇宙限定盤 | GXCD12  | ・5ヶ月連続シングル第4弾 ・地球限定盤のDVDには表題曲のPVとそのメイキングが収録 ・宇宙限定盤のDVDには2013年のフィリピンで行われたライブ映像が収録                                       |
| 04 | One Order                         | 2013年10月9日  | 04.MAGICAL DIVE (New Recording) (Instrumental)                                                 |            |        | GALAXY STAR DISC | 宇宙限定盤 | GXCD12  | ・5ヶ月連続シングル第4弾 ・地球限定盤のDVDには表題曲のPVとそのメイキングが収録 ・宇宙限定盤のDVDには2013年のフィリピンで行われたライブ映像が収録                                       |
| 05 | ライカ                            | 2013年11月13日 | 01.ライカ                                                                                      | MASATO     | MASATO | GALAXY STAR DISC | 地球限定盤 | GXCD13  | ・5ヶ月連続シングル第5弾 ・地球限定盤のDVDには表題曲のPVとそのメイキングが収録 ・宇宙限定盤のDVDには2013年のフィリピンで行われたライブ映像が収録                                       |
| 05 | ライカ                            | 2013年11月13日 | 02.BRAND NEW WORLD (New Recording)                                                             | MASATO     | MASATO | GALAXY STAR DISC | 地球限定盤 | GXCD13  | ・5ヶ月連続シングル第5弾 ・地球限定盤のDVDには表題曲のPVとそのメイキングが収録 ・宇宙限定盤のDVDには2013年のフィリピンで行われたライブ映像が収録                                       |
| 05 | ライカ                            | 2013年11月13日 | 03.ライカ (Instrumental)                                                                       |            |        | GALAXY STAR DISC | 宇宙限定盤 | GXCD14  | ・5ヶ月連続シングル第5弾 ・地球限定盤のDVDには表題曲のPVとそのメイキングが収録 ・宇宙限定盤のDVDには2013年のフィリピンで行われたライブ映像が収録                                       |
| 05 | ライカ                            | 2013年11月13日 | 04.BRAND NEW WORLD (New Recording) (Instrumental)                                              |            |        | GALAXY STAR DISC | 宇宙限定盤 | GXCD14  | ・5ヶ月連続シングル第5弾 ・地球限定盤のDVDには表題曲のPVとそのメイキングが収録 ・宇宙限定盤のDVDには2013年のフィリピンで行われたライブ映像が収録                                       |
| 06 | ROMANTIC☆AMADEUS                  | 2015年1月14日  | 01.ROMANTIC☆AMADEUS                                                                            | ANGEL-TAKA | KOTARO | GALAXY STAR DISC |            | GXCD16  | ・2014年12日30日会場先行販売 ・テレビ埼玉『HOT WAVE』オープニングテーマ |
| 06 | ROMANTIC☆AMADEUS                  | 2015年1月14日  | 02.Ding Dong make a NOIZ in the world                                                          | MASATO     | MASATO | GALAXY STAR DISC |            | GXCD16  | ・2014年12日30日会場先行販売 ・テレビ埼玉『HOT WAVE』オープニングテーマ |
| 06 | ROMANTIC☆AMADEUS                  | 2015年1月14日  | 03.ROMANTIC☆AMADEUS (instrumental)                                                             |            |        | GALAXY STAR DISC |            | GXCD16  | ・2014年12日30日会場先行販売 ・テレビ埼玉『HOT WAVE』オープニングテーマ |
| 06 | ROMANTIC☆AMADEUS                  | 2015年1月14日  | 04.Ding Dong make a NOIZ in the world (instrumental)                                           |            |        | GALAXY STAR DISC |            | GXCD16  | ・2014年12日30日会場先行販売 ・テレビ埼玉『HOT WAVE』オープニングテーマ |
| 07 | デッドマンズ・ロデオ・リボルバー  | 2015年8月15日  | 01.デッドマンズ・ロデオ・リボルバー                                                            | MASATO     | MASATO | GALAXY STAR DISC |            | GXCD17  | |
| 07 | デッドマンズ・ロデオ・リボルバー  | 2015年8月15日  | 02.CINDERELLA BOYs DOn'T CRy                                                                   | MASATO     | MASATO | GALAXY STAR DISC |            | GXCD17  | |
| 07 | デッドマンズ・ロデオ・リボルバー  | 2015年8月15日  | 03.デッドマンズ・ロデオ・リボルバー (instrumental)                                             |            |        | GALAXY STAR DISC |            | GXCD17  | |
| 07 | デッドマンズ・ロデオ・リボルバー  | 2015年8月15日  | 04.CINDERELLA BOYs DOn'T CRy (instrumental)                                                    |            |        | GALAXY STAR DISC |            | GXCD17  | |
| 08 | コールアウト/エイリアンパラダイム | 2017年7月19日  | 01.コールアウト                                                                                | MASATO     | MASATO | GALAXY STAR DISC | Type Earth | GXCD19  | ・Type EarthのDVDには『コールアウト』のMVとそのメイキングが収録 ・Type SpeaceのDVDには『エイリアンパラダイム』のMVとそのメイキングが収録                                               |
| 08 | コールアウト/エイリアンパラダイム | 2017年7月19日  | 02.エイリアンパラダイム                                                                        | KOTARO     | KOTARO | GALAXY STAR DISC | Type Earth | GXCD19  | ・Type EarthのDVDには『コールアウト』のMVとそのメイキングが収録 ・Type SpeaceのDVDには『エイリアンパラダイム』のMVとそのメイキングが収録                                               |
| 08 | コールアウト/エイリアンパラダイム | 2017年7月19日  | 03.コールアウト (Instrumental)                                                                 |            |        | GALAXY STAR DISC | Type Space | GXCD20  | ・Type EarthのDVDには『コールアウト』のMVとそのメイキングが収録 ・Type SpeaceのDVDには『エイリアンパラダイム』のMVとそのメイキングが収録                                               |
| 08 | コールアウト/エイリアンパラダイム | 2017年7月19日  | 04.エイリアンパラダイム (Instrumental)                                                         |            |        | GALAXY STAR DISC | Type Space | GXCD20  | ・Type EarthのDVDには『コールアウト』のMVとそのメイキングが収録 ・Type SpeaceのDVDには『エイリアンパラダイム』のMVとそのメイキングが収録                                               |
| 09 | HIKARI NO SAKI/こんなもんでしょ   | 2018年8月22日  | 01.HIKARINO SAKI                                                                               | MASATO     | MASATO | GALAXY STAR DISC | 地球盤     | GXCD-21 | ・地球盤のDVDには『HIKARI NO SAKI』のMVが収録 ・宇宙盤のDVDには『こんなもんでしょ』のMVが収録                                                                                          |
| 09 | HIKARI NO SAKI/こんなもんでしょ   | 2018年8月22日  | 02.こんなもんでしょ                                                                            | MASATO     | MASATO | GALAXY STAR DISC | 宇宙盤     | GXCD-22 | ・地球盤のDVDには『HIKARI NO SAKI』のMVが収録 ・宇宙盤のDVDには『こんなもんでしょ』のMVが収録                                                                                          |
| 10 | Beam bing "Bambino" GANG!!        | 2018年11月14日 | 01.Beam bing “Bambino” GANG!!                                                                  | MASATO     | MASATO | GALAXY STAR DISC | 地球盤     | GXCD-24 | ・地球盤のDVDには表題曲のMVが収録 ・宇宙盤のDVDにはMVのメイキングが収録 ・スターキャット・ケーブルネットワーク『V援隊 ～V系の幕開けぜよ!!～ supported by Vijuttoke』エンディングテーマ |
| 10 | Beam bing "Bambino" GANG!!        | 2018年11月14日 | 02.HEIGH-HO                                                                                    | MASATO     | MASATO | GALAXY STAR DISC | 宇宙盤     | GXCD-25 | ・地球盤のDVDには表題曲のMVが収録 ・宇宙盤のDVDにはMVのメイキングが収録 ・スターキャット・ケーブルネットワーク『V援隊 ～V系の幕開けぜよ!!～ supported by Vijuttoke』エンディングテーマ |

#### アルバム
|    | タイトル    | 発売日        | 収録曲                                 | 作詞       | 作曲          | レーベル         | 販売形態         | 品番      | 備考                                                                 |
| -- | ----------- | ------------- | -------------------------------------- | ---------- | ------------- | ---------------- | ---------------- | --------- | -------------------------------------------------------------------- |
| 01 | METEORS     | 2012年9月26日 | 01.Minority Blue Sky                   | ANGEL-TAKA | MASATO        | GALAXY STAR DISC | 初回限定盤       | GXCD-0004 | ・初回限定盤のDVDには2011年春にUstreamで配信していた番組の映像が収録 |
| 01 | METEORS     | 2012年9月26日 | 02.Cloud9                              | MASATO     | YAMATO MASATO | GALAXY STAR DISC | 初回限定盤       | GXCD-0004 | ・初回限定盤のDVDには2011年春にUstreamで配信していた番組の映像が収録 |
| 01 | METEORS     | 2012年9月26日 | 03.メシア                              | MASATO     | 呼太郎,MASATO | GALAXY STAR DISC | 初回限定盤       | GXCD-0004 | ・初回限定盤のDVDには2011年春にUstreamで配信していた番組の映像が収録 |
| 01 | METEORS     | 2012年9月26日 | 04.ヒカリヒラリ                        | MASATO     | MASATO        | GALAXY STAR DISC | 初回限定盤       | GXCD-0004 | ・初回限定盤のDVDには2011年春にUstreamで配信していた番組の映像が収録 |
| 01 | METEORS     | 2012年9月26日 | 05.Ritardando                          | YAMATO     | YAMATO        | GALAXY STAR DISC | 初回限定盤       | GXCD-0004 | ・初回限定盤のDVDには2011年春にUstreamで配信していた番組の映像が収録 |
| 01 | METEORS     | 2012年9月26日 | 06.スピカ                              |            | MASATO        | GALAXY STAR DISC | 通常盤           | GXCD-0003 | ・初回限定盤のDVDには2011年春にUstreamで配信していた番組の映像が収録 |
| 01 | METEORS     | 2012年9月26日 | 07.LOCOCO 〜FUTARIZIMENO SOUTH OCEAN〜 | ANGEL-TAKA | MASATO        | GALAXY STAR DISC | 通常盤           | GXCD-0003 | ・初回限定盤のDVDには2011年春にUstreamで配信していた番組の映像が収録 |
| 01 | METEORS     | 2012年9月26日 | 08.ドッペル                            | MASATO     | MASATO        | GALAXY STAR DISC | 通常盤           | GXCD-0003 | ・初回限定盤のDVDには2011年春にUstreamで配信していた番組の映像が収録 |
| 01 | METEORS     | 2012年9月26日 | 09.ROBO to ME                          | MASATO     | MASATO        | GALAXY STAR DISC | 通常盤           | GXCD-0003 | ・初回限定盤のDVDには2011年春にUstreamで配信していた番組の映像が収録 |
| 01 | METEORS     | 2012年9月26日 | 10.METEORS                             | MASATO     | MASATO        | GALAXY STAR DISC | 通常盤           | GXCD-0003 | ・初回限定盤のDVDには2011年春にUstreamで配信していた番組の映像が収録 |
| 02 | Sixxx Sense | 2016年8月10日 | 01.WORLD END SUPERSTAR                 | MASATO     | MASATO        | GALAXY STAR DISC |                  | GXCD18    | ・2016年12月29日よりカセットテープ版が会場先行販売。                 |
| 02 | Sixxx Sense | 2016年8月10日 | 02.フィーネ                            | YAMATO     | YAMATO        | GALAXY STAR DISC |                  | GXCD18    | ・2016年12月29日よりカセットテープ版が会場先行販売。                 |
| 02 | Sixxx Sense | 2016年8月10日 | 03.ライカ                              | MASATO     | MASATO        | GALAXY STAR DISC |                  | GXCD18    | ・2016年12月29日よりカセットテープ版が会場先行販売。                 |
| 02 | Sixxx Sense | 2016年8月10日 | 04.MASQUERADE                          | ANGEL-TAKA | YAMATO        | GALAXY STAR DISC |                  | GXCD18    | ・2016年12月29日よりカセットテープ版が会場先行販売。                 |
| 02 | Sixxx Sense | 2016年8月10日 | 05.Space Cowboy                        | ANGEL-TAKA | MASATO        | GALAXY STAR DISC |                  | GXCD18    | ・2016年12月29日よりカセットテープ版が会場先行販売。                 |
| 02 | Sixxx Sense | 2016年8月10日 | 06.アンダンテ                          | MASATO     | MASATO        | GALAXY STAR DISC |                  | GXCD18    | ・2016年12月29日よりカセットテープ版が会場先行販売。                 |
| 02 | Sixxx Sense | 2016年8月10日 | 07.コロナ                              | YAMATO     | YAMATO        | GALAXY STAR DISC | カセットテープ版 | GXCT001   | ・2016年12月29日よりカセットテープ版が会場先行販売。                 |
| 02 | Sixxx Sense | 2016年8月10日 | 08.indigo blue                         | 呼太郎     | 呼太郎        | GALAXY STAR DISC | カセットテープ版 | GXCT001   | ・2016年12月29日よりカセットテープ版が会場先行販売。                 |
| 02 | Sixxx Sense | 2016年8月10日 | 09.One Order                           | 呼太郎     | 呼太郎        | GALAXY STAR DISC | カセットテープ版 | GXCT001   | ・2016年12月29日よりカセットテープ版が会場先行販売。                 |
| 02 | Sixxx Sense | 2016年8月10日 | 10.re:member                           | 呼太郎     | 呼太郎        | GALAXY STAR DISC | カセットテープ版 | GXCT001   | ・2016年12月29日よりカセットテープ版が会場先行販売。                 |
| 02 | Sixxx Sense | 2016年8月10日 | 11.PRECOG                              | MASATO     | MASATO        | GALAXY STAR DISC | カセットテープ版 | GXCT001   | ・2016年12月29日よりカセットテープ版が会場先行販売。                 |
| 02 | Sixxx Sense | 2016年8月10日 | 12.パラレルマインド                    | 呼太郎     | 呼太郎        | GALAXY STAR DISC | カセットテープ版 | GXCT001   | ・2016年12月29日よりカセットテープ版が会場先行販売。                 |
| 02 | Sixxx Sense | 2016年8月10日 | 13.オ・ノ・マ・ト・ペ                  | MASATO     | MASATO        | GALAXY STAR DISC | カセットテープ版 | GXCT001   | ・2016年12月29日よりカセットテープ版が会場先行販売。                 |

#### ライブアルバム
|    | タイトル                                                                            | 発売日         | 収録曲                     | 作詞       | 作曲          | レーベル         | 販売形態 | 品番 | 備考                                                                                       |
| -- | ----------------------------------------------------------------------------------- | -------------- | -------------------------- | ---------- | ------------- | ---------------- | -------- | ---- | ------------------------------------------------------------------------------------------ |
| 01 | JAPAN TOY'S PANIC TOUR KING OF ONEMAN SHOW HIGH FIVE FINAL ATTACK at SHIBUYA O-EAST | 2012年11月18日 | 01.Jewel                   | ANGEL-TAKA | 呼太郎        | GALAXY STAR DISC | 配信     |      | ・OTOTOYにてロスレス音源とハイレゾ音源で限定配信 ・『FIRST-AID DVD BOX』と同日の音源が収録 |
| 01 | JAPAN TOY'S PANIC TOUR KING OF ONEMAN SHOW HIGH FIVE FINAL ATTACK at SHIBUYA O-EAST | 2012年11月18日 | 02.RISE                    | MASATO     | MASATO        | GALAXY STAR DISC | 配信     |      | ・OTOTOYにてロスレス音源とハイレゾ音源で限定配信 ・『FIRST-AID DVD BOX』と同日の音源が収録 |
| 01 | JAPAN TOY'S PANIC TOUR KING OF ONEMAN SHOW HIGH FIVE FINAL ATTACK at SHIBUYA O-EAST | 2012年11月18日 | 03.カムイ                  | MASATO     | MASATO        | GALAXY STAR DISC | 配信     |      | ・OTOTOYにてロスレス音源とハイレゾ音源で限定配信 ・『FIRST-AID DVD BOX』と同日の音源が収録 |
| 01 | JAPAN TOY'S PANIC TOUR KING OF ONEMAN SHOW HIGH FIVE FINAL ATTACK at SHIBUYA O-EAST | 2012年11月18日 | 04.3DAYS BOAT              | MASATO     | MASATO        | GALAXY STAR DISC | 配信     |      | ・OTOTOYにてロスレス音源とハイレゾ音源で限定配信 ・『FIRST-AID DVD BOX』と同日の音源が収録 |
| 01 | JAPAN TOY'S PANIC TOUR KING OF ONEMAN SHOW HIGH FIVE FINAL ATTACK at SHIBUYA O-EAST | 2012年11月18日 | 05.THE PARADOX IN IDEOLOGY | MASATO     | MASATO        | GALAXY STAR DISC | 配信     |      | ・OTOTOYにてロスレス音源とハイレゾ音源で限定配信 ・『FIRST-AID DVD BOX』と同日の音源が収録 |
| 01 | JAPAN TOY'S PANIC TOUR KING OF ONEMAN SHOW HIGH FIVE FINAL ATTACK at SHIBUYA O-EAST | 2012年11月18日 | 06.－SHINE－               | ANGEL-TAKA | 呼太郎        | GALAXY STAR DISC | 配信     |      | ・OTOTOYにてロスレス音源とハイレゾ音源で限定配信 ・『FIRST-AID DVD BOX』と同日の音源が収録 |
| 01 | JAPAN TOY'S PANIC TOUR KING OF ONEMAN SHOW HIGH FIVE FINAL ATTACK at SHIBUYA O-EAST | 2012年11月18日 | 07.エタァナルレイディヲ    | MASATO     | MASATO        | GALAXY STAR DISC | 配信     |      | ・OTOTOYにてロスレス音源とハイレゾ音源で限定配信 ・『FIRST-AID DVD BOX』と同日の音源が収録 |
| 01 | JAPAN TOY'S PANIC TOUR KING OF ONEMAN SHOW HIGH FIVE FINAL ATTACK at SHIBUYA O-EAST | 2012年11月18日 | 08.PEAK                    | MASATO     | MASATO        | GALAXY STAR DISC | 配信     |      | ・OTOTOYにてロスレス音源とハイレゾ音源で限定配信 ・『FIRST-AID DVD BOX』と同日の音源が収録 |
| 01 | JAPAN TOY'S PANIC TOUR KING OF ONEMAN SHOW HIGH FIVE FINAL ATTACK at SHIBUYA O-EAST | 2012年11月18日 | 09.カナタ                  | MASATO     | MASATO        | GALAXY STAR DISC | 配信     |      | ・OTOTOYにてロスレス音源とハイレゾ音源で限定配信 ・『FIRST-AID DVD BOX』と同日の音源が収録 |
| 01 | JAPAN TOY'S PANIC TOUR KING OF ONEMAN SHOW HIGH FIVE FINAL ATTACK at SHIBUYA O-EAST | 2012年11月18日 | 10.思考錯誤フラクタル      | MASATO     | MASATO        | GALAXY STAR DISC | 配信     |      | ・OTOTOYにてロスレス音源とハイレゾ音源で限定配信 ・『FIRST-AID DVD BOX』と同日の音源が収録 |
| 01 | JAPAN TOY'S PANIC TOUR KING OF ONEMAN SHOW HIGH FIVE FINAL ATTACK at SHIBUYA O-EAST | 2012年11月18日 | 11.エイミー                | MASATO     | MASATO        | GALAXY STAR DISC | 配信     |      | ・OTOTOYにてロスレス音源とハイレゾ音源で限定配信 ・『FIRST-AID DVD BOX』と同日の音源が収録 |
| 01 | JAPAN TOY'S PANIC TOUR KING OF ONEMAN SHOW HIGH FIVE FINAL ATTACK at SHIBUYA O-EAST | 2012年11月18日 | 12.BACK BONE               | MASATO     | YAMATO        | GALAXY STAR DISC | 配信     |      | ・OTOTOYにてロスレス音源とハイレゾ音源で限定配信 ・『FIRST-AID DVD BOX』と同日の音源が収録 |
| 01 | JAPAN TOY'S PANIC TOUR KING OF ONEMAN SHOW HIGH FIVE FINAL ATTACK at SHIBUYA O-EAST | 2012年11月18日 | 13.シューゲイズ            | MASATO     | YAMATO/MASATO | GALAXY STAR DISC | 配信     |      | ・OTOTOYにてロスレス音源とハイレゾ音源で限定配信 ・『FIRST-AID DVD BOX』と同日の音源が収録 |
| 01 | JAPAN TOY'S PANIC TOUR KING OF ONEMAN SHOW HIGH FIVE FINAL ATTACK at SHIBUYA O-EAST | 2012年11月18日 | 14.BOOM BOOM HONEY BLOSSOM | ANGEL-TAKA | YAMATO        | GALAXY STAR DISC | 配信     |      | ・OTOTOYにてロスレス音源とハイレゾ音源で限定配信 ・『FIRST-AID DVD BOX』と同日の音源が収録 |
| 01 | JAPAN TOY'S PANIC TOUR KING OF ONEMAN SHOW HIGH FIVE FINAL ATTACK at SHIBUYA O-EAST | 2012年11月18日 | 15.SPARK!!!!!              | MASATO     | MASATO        | GALAXY STAR DISC | 配信     |      | ・OTOTOYにてロスレス音源とハイレゾ音源で限定配信 ・『FIRST-AID DVD BOX』と同日の音源が収録 |
| 01 | JAPAN TOY'S PANIC TOUR KING OF ONEMAN SHOW HIGH FIVE FINAL ATTACK at SHIBUYA O-EAST | 2012年11月18日 | 16.QUEST                   | MASATO     | MASATO        | GALAXY STAR DISC | 配信     |      | ・OTOTOYにてロスレス音源とハイレゾ音源で限定配信 ・『FIRST-AID DVD BOX』と同日の音源が収録 |
| 01 | JAPAN TOY'S PANIC TOUR KING OF ONEMAN SHOW HIGH FIVE FINAL ATTACK at SHIBUYA O-EAST | 2012年11月18日 | 17.キャンプファミリア      | MASATO     | MASATO        | GALAXY STAR DISC | 配信     |      | ・OTOTOYにてロスレス音源とハイレゾ音源で限定配信 ・『FIRST-AID DVD BOX』と同日の音源が収録 |
| 01 | JAPAN TOY'S PANIC TOUR KING OF ONEMAN SHOW HIGH FIVE FINAL ATTACK at SHIBUYA O-EAST | 2012年11月18日 | 18.HIGH☆FIVE               | ANGEL-TAKA | MASATO        | GALAXY STAR DISC | 配信     |      | ・OTOTOYにてロスレス音源とハイレゾ音源で限定配信 ・『FIRST-AID DVD BOX』と同日の音源が収録 |

#### 限定アルバム
|    | タイトル                          | 発売日        | 収録曲                          | 作詞       | 作曲          | レーベル         | 販売形態 | 品番 | 備考                                                      |
| -- | --------------------------------- | ------------- | ------------------------------- | ---------- | ------------- | ---------------- | -------- | ---- | --------------------------------------------------------- |
| 01 | LEGEND OF THE ROCK'N' ROLL HEROES | 2014年7月25日 | 01.KANATA (English Version)     | MASATO     | MASATO        | GALAXY STAR DISC |          |      | ・フィリピンにて発売されたアルバム ・日本では会場限定販売 |
| 01 | LEGEND OF THE ROCK'N' ROLL HEROES | 2014年7月25日 | 02.Happy tied (Tagalog Version) | ANGEL-TAKA | MASATO        | GALAXY STAR DISC |          |      | ・フィリピンにて発売されたアルバム ・日本では会場限定販売 |
| 01 | LEGEND OF THE ROCK'N' ROLL HEROES | 2014年7月25日 | 03.THE PARADOX IN IDEOLOGY      | MASATO     | MASATO        | GALAXY STAR DISC |          |      | ・フィリピンにて発売されたアルバム ・日本では会場限定販売 |
| 01 | LEGEND OF THE ROCK'N' ROLL HEROES | 2014年7月25日 | 04.Cloud9                       | MASATO     | YAMATO MASATO | GALAXY STAR DISC |          |      | ・フィリピンにて発売されたアルバム ・日本では会場限定販売 |
| 01 | LEGEND OF THE ROCK'N' ROLL HEROES | 2014年7月25日 | 05.BOOM BOOM HONEY BLOSSOM      | ANGEL-TAKA | YAMATO        | GALAXY STAR DISC |          |      | ・フィリピンにて発売されたアルバム ・日本では会場限定販売 |
| 01 | LEGEND OF THE ROCK'N' ROLL HEROES | 2014年7月25日 | 06.Minority Blue Sky            | ANGEL-TAKA | MASATO        | GALAXY STAR DISC |          |      | ・フィリピンにて発売されたアルバム ・日本では会場限定販売 |
| 01 | LEGEND OF THE ROCK'N' ROLL HEROES | 2014年7月25日 | 07.BACK BONE                    | MASATO     | YAMATO        | GALAXY STAR DISC |          |      | ・フィリピンにて発売されたアルバム ・日本では会場限定販売 |

#### 映像作品
- FIRST-AID DVD BOX（2013年2月14日）
- JAPAN TOY'S PANIC TOUR KING OF ONEMAN SHOW 2012 METEORS  FINAL ATTACK AT OSAKA BIGCAT（2013年7月22日）
- JAPAN TOYS PANIC TOUR KING OF ONEMAN SHOW 2013-2014 RIDE MY ROCKET（2014年12月30日）会場、公式オンラインショップ限定
- KING OF ONEMAN TOUR MONSTER maSH 2014-2015 FINAL maSH COUNT DOWN & NEW YEAR SPECIAL（2015年5月1日）ファンクラブ限定
- Flying Countdown Oneman Live! 2016～2017 ☆SPACE ∞ TRIBE☆（2017年3月18日）会場、公式オンラインショップ限定
- MV Collection GALAXY☆2009〜2017（2018年2月12日）会場限定
- CASE OF UCHUSENTAI:NOIZ LIVE DVD（2018年8月11日）会場、公式オンラインショップ限定
- 平成LAST GIG3 LIVE & DOCUMENTARY ACROSS→THE→SPACETIME（2019年12月20日）会場、公式オンラインショップ限定
- UCHUSENTAI:NOIZ 20th Anniversary TOUR 2022 ☆GALAXY CROWN☆ -NEW REWIND- TOUR FINAL 2022.12.26 AKABANE ReNY alpha LIVE Movie （2023年8月27日）初のBlu-ray映像作品 会場、公式オンラインショップ限定 公式オンラインショップのみ6タイプでの販売
- UCHUSENTAI:NOIZ LIVE IN MANILA DOCUMENT & LIVE ☆LOVE INCIDENT☆ (2024年1月19日) 会場、公式オンラインショップ限定
- UCHUSENTAI:NOIZ 20th Anniversary FINAL TOUR 2023 ☆GALAXY CROWN☆ →RE:BOOT↑SUPER FINAL！ 2023.12.8KAWASAKI CLUB CITTA' (2024年1月19日) Blu-ray 会場、公式オンラインショップ限定 2タイプでの販売

#### その他
- UCHUSENTAI:NOIZ BOOK vol.1－コタロマンス－（2012年10月21日）ビジュアルブック。ファンクラブ限定。
- UCHUSENTAI:NOIZ BOOK vol.2 Do Androids Dream Of Electric Rabbit?（2013年1月10日）ビジュアルブック。ファンクラブ限定。
- UCHUSENTAI:NOIZ BOOK vol.3 －The nine-tailed fox－（2013年3月28日）ビジュアルブック。ファンクラブ限定。
- UCHUSENTAI:NOIZ PHOTO MAGAZINE vol.4 叫写真集 生きる（2013年）ビジュアルブック。ファンクラブ限定。
- UCHUSENTAI:NOIZ PHOTO MAGAZINE vol.5 ANGEL-TAKA ROCK STAR Depression PINK&GOLD（2013年）ビジュアルブック。ファンクラブ限定。
- 稲妻VICTORY（2013年7月1日）パチンコ『CR魔戒決戦牙王』に収録された音源がiTune Storeにて配信中。
- Beam bing “Bambino” GANG!! (2018年9月15日) 2018年にSEX MACHINEGUNSと田中聖と共に行われたツアー『宇宙FES tour』にて販売された限定シングル。ANCHANGと田中聖がゲストボーカルで参加した。のちにNOIZのみで演奏されたシングルが発売された。

#### 未発表曲
- Liwanag sa Dilim（2014年4月4日）フィリピンのバンド、Rivermayaのカバー曲。YouTubeにてPVが視聴可能。
- Superhero（2014年4月13日）フィリピンのバンド、Rocksteddyのカバー曲。YouTubeにてPVが視聴可能。
- Pinoy Ako（2014年4月25日）フィリピンのバンド、Orange and Lemonsのカバー曲。YouTubeにてPVが視聴可能。
- BLAZE IN BEAT（2021年4月24日）有観客配信ライブにて初発表された曲。現在音源未収録。作詞作曲MASATO。
- SO LA LA LA（2021年5月27日）配信ライブにて初発表された曲。現在音源未収録。作詞ANGEL-TAKA、作曲呼太郎。

## 関連事項
- GuitarFreaks&DrumMania - 『BAD MUSIC FREAKS』と『鏡花水月楼』が収録されており、演奏中に流れるミュージッククリップにも出演している。